# Castell de Windsor
El castell de Windsor és un palau i residència reial situat a Windsor, al comtat de Berkshire, Regne Unit, notable per una antiga relació amb la família reial britànica i per una arquitectura paricular. A l'origen va ser un castell medieval començat a aixecar al segle xi, després de la conquesta normanda d'Anglaterra per  Guillem I el Conqueridor. Des de temps d'Enric I d'Anglaterra (segle xii) ha estat habitat per nombrosos monarques britànics, fet que en fa la residència reial europea d'ocupació més antiga. La reina Elisabet II del Regne Unit fa servir el castell com a residència de caps de setmana i com a emplaçament de recepció de caps d'estat, junt amb el palau de Buckingham a Londres i el palau de Holyrood a Edimburg, és una de les residències principals de la reina.
Aquesta fortificació va ser dissenyada originalment sobre una mota castral i amb tres muralles al voltant d'un monticle central per servir com a baluard dels conqueridors normands als afores de Londres i dominar una zona estratègicament important del riu Tàmesi. L'estructura va ser gradualment substituïda per pedra, i al començament del segle xiii va patir un llarg setge durant la primera guerra dels Barons (1215-1217). Enric III va construir un luxós palau reial dins el recinte a mitjan aquest segle i Eduard III va anar més enllà amb la reconstrucció del palau, va crear un conjunt més gran d'edificis que en va fer «el projecte arquitectònic secular més car de tota l'Edat Mitjana a Anglaterra». El nucli de l'obra d'Eduard perviurà fins al període Tudor (segle xvi), quan Enric VIII i Elisabet I li van donar al castell un ús més gran com cort reial i centre d'entreteniment diplomàtic.
El complex va sobreviure al turbulent període de la guerra civil anglesa, en què va servir com a caserna militar per les forces parlamentàries i com a presó de Carles I. Durant la restauració dels Stuard, Carles II va reconstruir gran part del castell amb ajuda de l'arquitecte Hugh May i va crear una sèrie d'extravagants interiors barrocs que encara avui causen admiració. Després d'un període de negligència en el segle xviii, els reis  Jordi III i Jordi IV van renovar i reconstruir el palau de Carles II sense reparar en despeses per a produir el disseny dels actuals Apartaments d'Estat, engalanats en estil rococó, gòtic i barroc. Algunes d'aquestes luxoses estances –els «Apartaments d'estat»– són arquitectònicament molt interessants i l'historiador Hugh Roberts les ha descrites com «una seqüència magnífica i inigualable d'habitacions àmpliament reconegudes com la millor i més completa expressió de l'estil del període georgià tardà». La reina Victòria hi va fer canvis menors, que va emprar com a centre de lleure reial durant gran part del seu extens regnat en el segle xix. El castell de Windsor també va servir com a refugi de la família reial durant els intensos bombardejos de la Segona Guerra Mundial i va sobreviure a un incendi el 1992. En l'actualitat al castell de Windsor hi viuen i treballen més de cinc-centes persones, és una atracció turística molt popular, seu de visites d'Estat i la llar de cap de setmana preferida per la reina Elisabet II. Les seves instal·lacions inclouen la Biblioteca Reial, famosa per les col·leccions de dibuixos de Leonardo da Vinci i Michelangelo Buonarroti. El castell inclou la Capella de Sant Jordi, del segle xv, considerada per l'historiador John Martin Robinson com un «dels èxits suprems del disseny del gòtic perpendicular anglès».

## Arquitectura

Plànol del castell de Windsor:

El castell de Windsor ocupa una àrea de més de cinc hectàrees i combina elements de fortificació, de palau i de poble petit. El conjunt actual és fruit de diverses fases constructives que van culminar en els treballs de reconstrucció que es van fer a causa del greu incendi de 1992. En essència és un disseny d'estil georgià i victorià sobre una estructura medieval, amb tocs gòtics reinventats en un estil modern. Des del segle xiv l'arquitectura del castell ha intentat crear una reinterpretació contemporània d'estils i tradicions del passat, per al que ha imitat repetidament estils antics o passats de moda. El resultat ha dut l'arquitecte sir William Whitfield a afirmar que l'arquitectura d'aquest castell té «una qualitat de certa ficció», ja que el disseny pintoresc i gòtic genera «un sentit d'escenografia teatral», i això malgrat els esforços de fins de segle xx per recuperar moltes estructures antigues i dotar-lo de major autenticitat. Encara que han estat criticades, l'arquitectura del castell i la seva història li donen «un lloc entre els millors palaus europeus».

### Recinte central
Al cor del castell de Windsor hi ha el Recinte Central, emmurallat al voltant d'una mota castral o turó artificial al centre mateix del recinte. La mota té quinze metres d'alçada i està feta de pedra calcària excavada originalment de la fossa circumdant. La torre de l'homenatge que s'hi aixeca per damunt, anomenada Torre Rodona, es va construir sobre un edifici anterior del segle xii que va ser remodelat per l'arquitecte Jeffry Wyattville al començament de segle xix per fer-ho nou metres més alt i donar-li així un aspecte i silueta més imponents. L'interior d'aquesta Torre Rodona va ser remodelat entre 1991 i 1993 per fer més espai per als Arxius Reials, finalitat per a la qual es va crear una nova sala a l'espai buit creat per l'ampliació de Wyattville. Aquesta torre en realitat no és cilíndrica causa de la forma de la mota sobre la qual s'aixeca i la seva altura ha rebut crítiques per no estar en proporció amb l'amplada. L'arqueòleg Tim Tatton-Brown, per exemple, troba que la nova alçada és una mutilació de l'estructura medieval original.
En l'actualitat està obert l'accés occidental del Recinte Central i una porta d'entrada condueix cap a la Terrassa Nord des d'aquest recinte. A l'est, se surt per la Porta Normanda, que en realitat data del segle xiv i compta amb una alta volta decorada amb escultures entre les quals hi ha talles medievals de lleons i símbols tradicionals de majestat que formen una entrada impressionant al Recinte superior. Wyattville va redissenyar l'exterior d'aquesta porta. L'interior va ser després profundament remodelat, durant el segle xix, per a ús residencial.

### Recinte superior

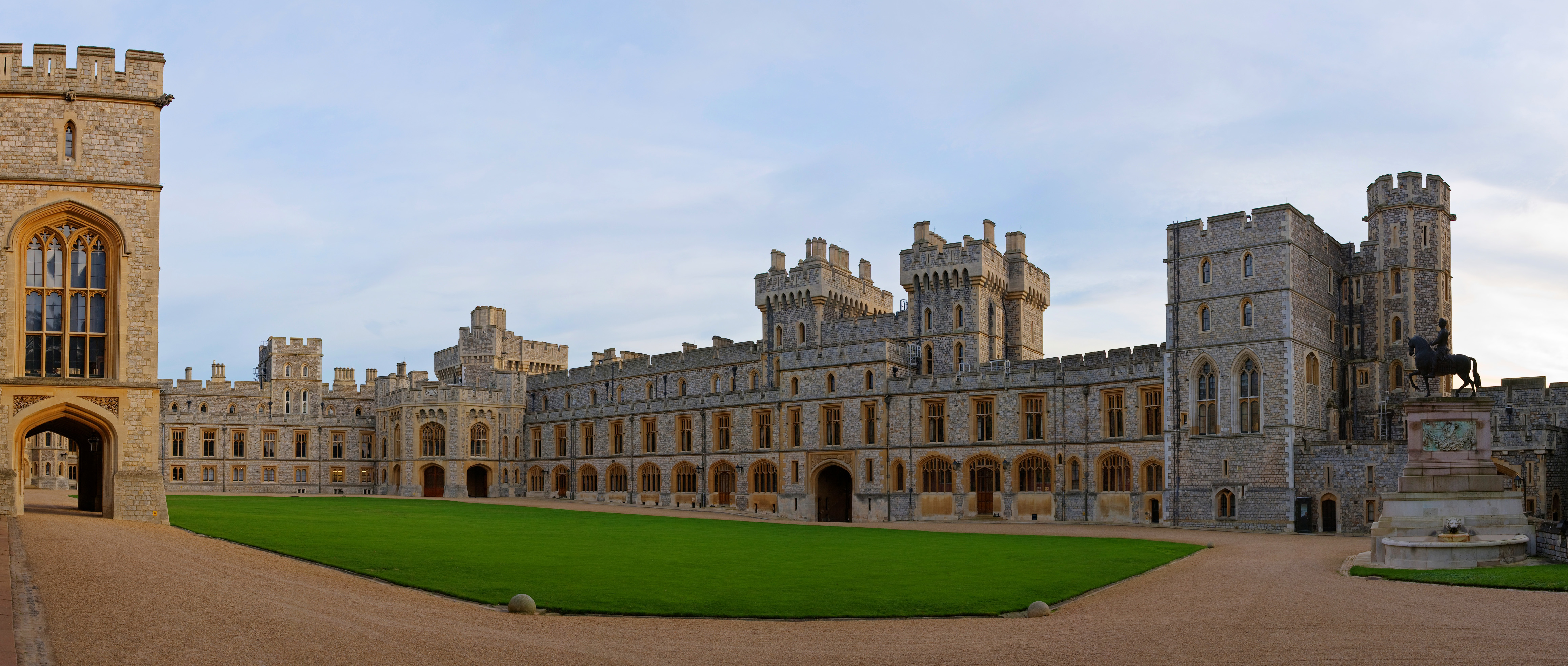
Recinte Superior del castell de Windsor. A l'esquerra es veu l'entrada oficial als Apartaments d'Estat.

El recinte superior del castell de Windsor comprèn diversos grans edificis envoltats per la muralla superior, formant un quadrangle central. Els Apartaments d'Estat es distribueixen al costat nord del recinte, a l'est diverses estances, al sud els apartaments privats reals i la Porta del rei Jordi IV i al cantó sud-oest la Torre d'Eduard III. La mota i la Torre Rodona tanquen l'extrem oest d'aquest recinte. Davant la Torre Rodona hi ha una estàtua eqüestre de bronze del rei Carles II. Inspirada en l'estàtua de Carles I de Londres que va crear Hubert Le Sueur, aquest monument va ser fos per Josias Ibach en 1679 i té un pedestal decorat amb relleus en marbre elaborats per Grinling Gibbons. El Recinte Superior és adjacent amb la Terrassa Nord, que mira cap al riu Tàmesi, i amb la Terrassa Est, amb vista als jardins. Les dues terrasses van ser construïdes per Hugh May al segle xvii.
Tradicionalment aquest recinte superior s'ha considerat «amb caràcter general, una creació de segle xix […] Té la imatge de com és pensava a principi del segle xix que havia de ser un castell». Això va ser el resultat dels extensius redissenys fets per Wyattville durant el regnat de Jordi IV. Els murs del recinte superior són de pedra de Bagshot tallada en carreus regulars i amb detalls gòtics en pedra groga de Bath. Els edificis es caracteritzen per l'ús de morter amb petits trossets de pedra per protegir la unió dels carreus, tècnica usada originalment al castell al segle xvii per donar als murs de les diferents èpoques una aparença homogènia. El perfil del Recinte Superior està dissenyat per causar una impressió efectista en veure'n la silueta a l'horitzó des de la distància, amb una imatge d'altes torres i merlets, segons el gust del moviment pintoresquista de la darreria del segle xviii. Els treballs arqueològics i de restauració posteriors a l'incendi de 1992 han mostrat la mesura que l'estructura actual representa una supervivència d'elements originals dels murs del segle xii inserits en el context de l'última remodelació de Wyattville.

#### Apartaments d'Estat

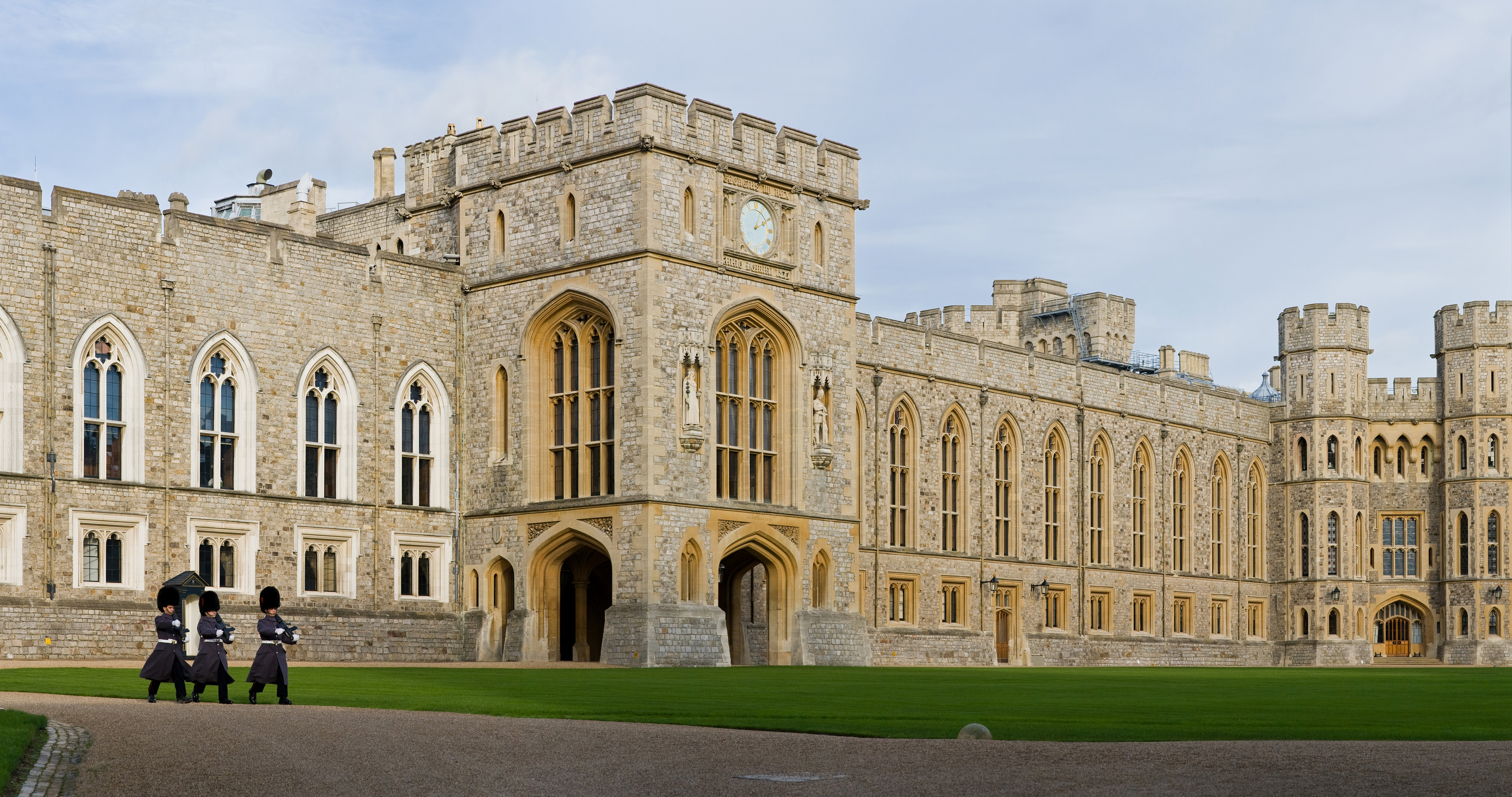
Els Apartaments d'Estat al Recinte Superior. D'esquerra a dreta, l'entrada oficial, el Saló de Sant Jordi i l'entrada de convidats.

Els Apartaments d'Estat ocupen la major part del Recinte Superior, al llarg de la banda nord del quadrangle, on els edificis moderns s'assenten sobre els fonaments medievals construïts per  Eduard III. La planta baixa alberga les estances del servei i els cellers, mentre que la part principal del palau és a la primera planta, que és de major grandària. L'extrem occidental és principalment disseny de l'arquitecte Hugh May, mentre que l'oriental representa la intervenció de Jeffry Wyattville.
L'interior dels Apartaments d'Estat va ser dissenyat per la major part per Wyattville a principi del segle xix. Aquest arquitecte va pretendre que cada estada representés un estil arquitectònic, amb mobles i decoració a joc amb cada període. Amb algunes alteracions al llarg dels anys, aquest concepte és el que domina en l'aspecte dels apartaments. Així, les diferents habitacions segueixen els estils clàssic, gòtic i rococó, juntament amb alguns elements del gust jacobí. En algunes de les cambres de l'extrem oriental del castell, que van haver de ser restaurades després de l'incendi de 1992, es van aplicar mètodes de «restauració equivalent», el que vol dir que se'ls va retornar el seu aspecte original però amb materials i millores estructurals modernes que no són visibles per no alterar l'aspecte de la decoració de segles passats. Aquestes estades han rebut també un nou disseny, lleument diferent de l'anterior. L'historiador de l'art Hugh Roberts ha lloat els apartaments d'Estat perquè són «una seqüència magnífica i inigualable d'habitacions, àmpliament reconegudes com la millor i més completa expressió del gust georgià tardà». D'altres, com l'arquitecte Robin Nicolson i el crític Hugh Pearman, opinen que són «clarament avorrides».

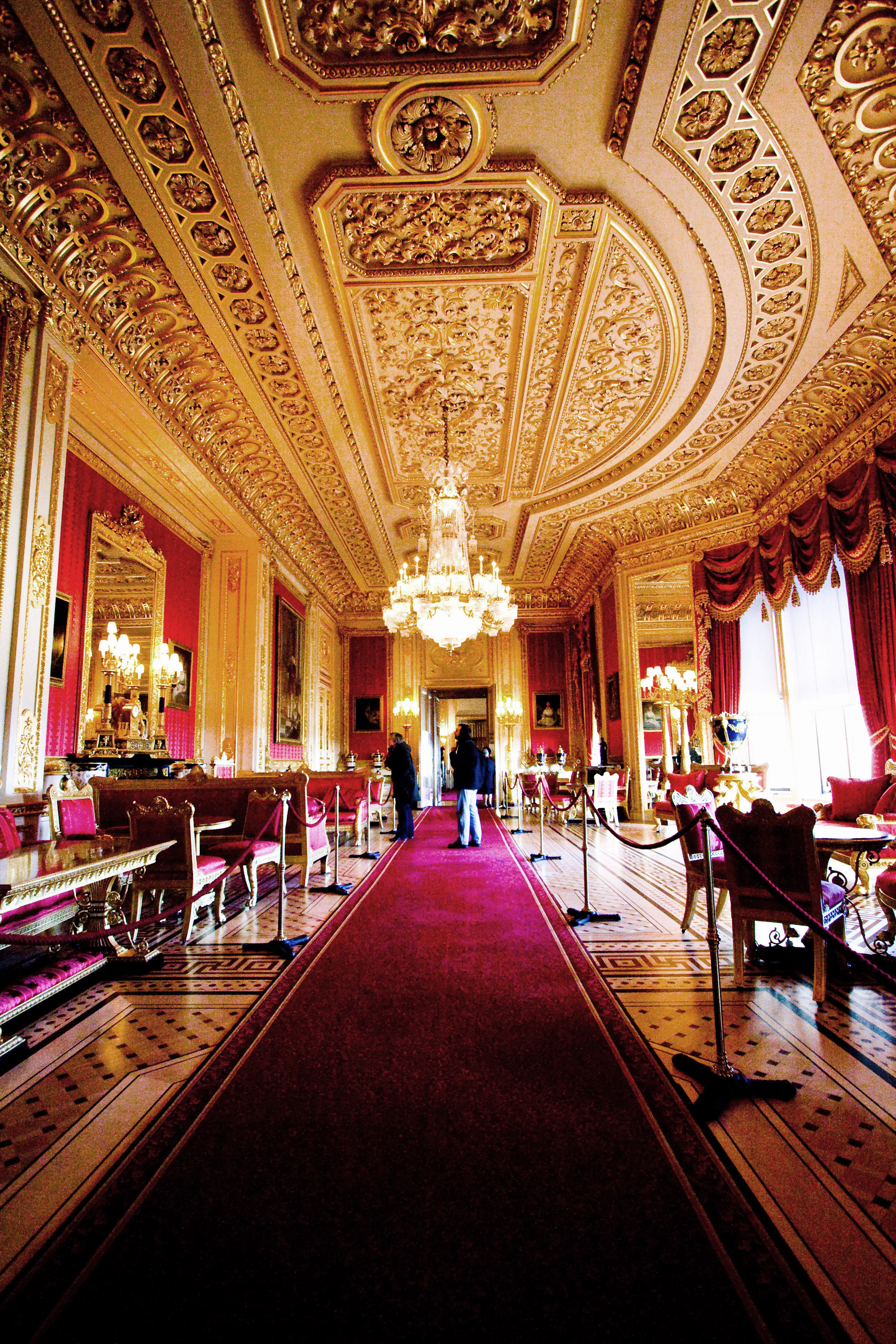
El Saló Carmesí el 2007, després de l'incendi de 1992 i la posterior restauració.

La intervenció més famosa de Wyattville són les habitacions d'estil rococó. Aquestes cambres llueixen la fluïdesa i aspecte lúdic d'aquest moviment artístic de mitjan segle xviii, amb alguns elements decoratius de l'estil Lluís XV projectats a una escala «molt exagerada». Les recerques després de l'incendi de 1992 han demostrat, però, que molts aspectes rococó del castell modern, que es pensaven eren incorporacions divuitesques transferides des de Carlton House o la mateixa França, són de fet imitacions vuitcentistes en escaiola i fusta dissenyades per integrar-se amb els elements originals. La Gran Sala de Recepció presenta el més destacat d'aquests dissenys rococó, amb els seus 30 m de longitud i 12 m d'alçada que ocupen l'espai de la gran sala d'Eduard III. Aquesta sala, restaurada després de l'incendi, es tanca amb una airosa volta d'estil rococó francès, sobre la qual Ian Constantinides, el seu restaurador en cap, diu que deixa «completament eclipsat pel seu efecte de total espectacularitat quan es mira des de lluny». La sala llueix també tapissos restaurats de la fàbrica francesa dels gobelins. el resultat, encara que decorat amb menys pa d'or que a principi del segle xix, roman com «un dels grans exemples de l'estil Regència». Els salons Blanc, Verd i Carmesí inclouen un total de seixanta-dos trofeus: panells tallats i daurats que il·lustren armes i despulles de la guerra, molts amb simbologia maçònica. Aquests trofeus, restaurats o reemplaçats després del foc, són famosos per una típica «vitalitat, precisió i qualitats tridimensionals »i provenen de Carlton House l'any 1826, on uns eren originalment importats de França i altres tallats per Edward Wyatt. El delicat mobiliari d'aquests salons, encara que luxós, és més modest que els originals de principi del segle xix.
Del disseny de Wyattville es conserven tres habitacions, originalment construïdes al segle xvii per Hugh May en col·laboració amb el pintor Antonio Verrio i l'escultor Grinling Gibbons. La Cambra de la Presència de la Reina, la Cambra d'Audiències de la Reina i el Menjador del Rei són decorats en estil barroc, caracteritzat per «interiors daurats enriquits amb florits murals», i primerament introduït a Anglaterra a mitjan segle xvii a Wilton House. Les pintures de Verrio són «amarades d'al·lusions medievalistes» i imatges classicistes. Aquestes habitacions pretenien mostrar un innovador «barroc fusió» anglès d'arts separades com l'arquitectura, la pintura i l'escultura.

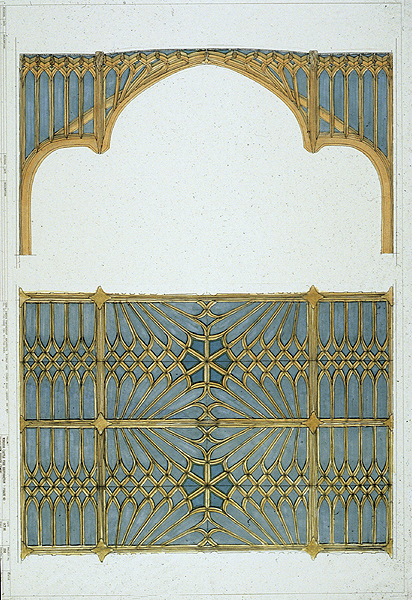
Un esbós de l'arquitecte Giles Downes per a la coberta de la nova Capella Privada. En ell s'aprecia l'orgànic i fluid disseny gòtic.

Diverses sales dels moderns Apartaments d'Estat reflecteixen els gustos tant del segle xviii com del gòtic victorià. Per exemple, el Menjador d'Estat, el disseny actual data de la dècada de 1850 i va resultar molt danyat en l'incendi de 1992, ha estat restaurat al seu estat de 1920, abans que li fossin retirats els seus daurats a les pilastres. La Gran Escala, d'Anthony Salvin, data també del gòtic victorià i ascendeix fins a una sala de doble alçada il·luminada per una llanterna –anomenada el Gran vestíbul– dissenyada al segle xviii per James Wyatt i executada per Francis Bernasconi. Aquesta escalinata ha estat criticada per l'historiador John Robinson per tenir un disseny clarament més pobre que l'escala anterior construïda tant per Wyatt com per May.
Algunes zones dels Apartaments d'Estat van ser completament destruïdes en l'incendi de 1992 i van ser reconstruïdes en l'estil anomenat «gòtic downesià», pel nom del seu arquitecte, Giles Downes. Aquest estil presenta «una coherència freda i sistemàtica de modernitat cosida dins d'una reinterpretació de la tradició gòtica», tot i que Downes diu que el seu disseny evita una «decoració florida», emfatitzant en el seu lloc una estructura gòtica orgànica i fluida. Downes va remodelar o construir tres estances del castell de Windsor. La nova volta que va dissenyar per al Saló de Sant Jordi és la major estructura de fusta de roure construïda des de l'Edat Mitjana, decorada a més amb brillants i coloristes escuts que celebren els elements heràldics de l'Orde de la Lligacama, un disseny que intenta crear una il·lusió d'altura addicional a través d'un enteixinat gòtic al llarg de tot el sostre. El Vestíbul de la Llanterna es decora amb fluïdes columnes de roure que sustenten una coberta voltada que imita la forma d'una flor de lliri. La nova Capella Privada és relativament petita, amb espai per a sol trenta fidels, però combina elements arquitectònics del Saló de Sant Jordi, altres del Vestíbul de la Llanterna i una estructura d'arc esglaonat com la volta de la Capella d'Enric VIII a Hampton Court. El resultat és una «xarxa de traceria extraordinària, contínua i finamente modelada», complementada amb noves vidrieres a les finestres que recorden l'incendi segons dissenys de Joseph Nuttgen. La Gran Cuina, amb la llanterna recentment exposada a la vista, al costat de les xemeneies i taules que construís Wyattville, és també producte de la reconstrucció després del gran foc.
La planta baixa dels Apartaments d'Estat conserva diversos elements medievals, cas de la Gran Cripta de segle xiv, d'uns seixanta metres de llarg per nou d'ample, dividida en tretze trams. per quan es va produir l'incendi de 1992 aquesta cripta havia estat compartimentada en petites estades, encara que avui apareix com un espai unitari amb un paviment molt elevat per fer més còmoda la utilització de l'espai. el Passatge Larderie, del segle xiv i «bellament voltat», discorre al llarg del pati de la cuina i està decorat amb talles de roses reals, element que indica que va ser construït durant el regnat d'Eduard III.

### Recinte Inferior

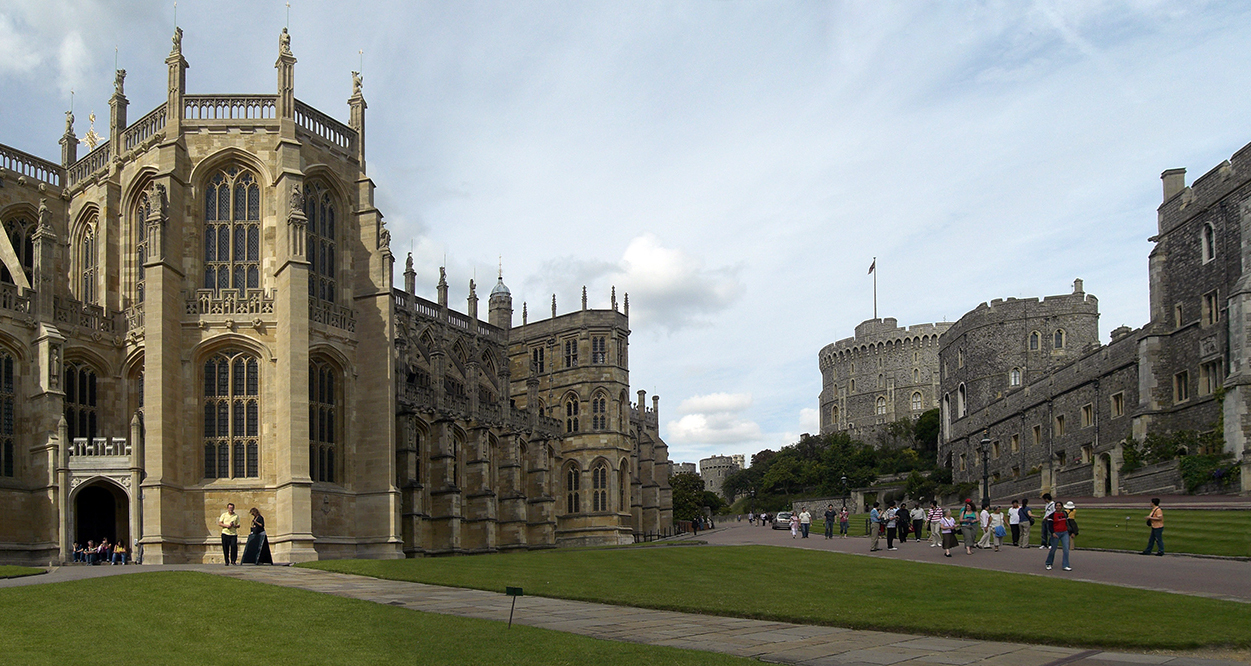
Recinte Inferior. D'esquerra a dreta, la Capella de Sant Jordi, la Capella de la Mare de Déu, la Torre Rodona, els allotjaments dels Cavallers Militars de Windsor i la residència del seu governador.

El Recinte Inferior s'estén a l'oest de la Torre Rodona i en un nivell inferior, al qual s'accedeix a través de la Porta Normanda. Encara que va conservar el seu disseny medieval en gran part, la majoria de recinte inferior va ser remodelat o reconstruït a mitjans de l'era victoriana per Anthony Salvin i Edward Blore, amb la intenció de crear una «composició gòtica consistent». El Recinte Inferior acull la  Capella de Sant Jordi i molts dels edificis relacionats amb l'Orde de la Lligacama.
A la banda nord d'aquest recinte trobem la Capella de Sant Jordi, un edifici de grans dimensions que és la llar espiritual de l'Orde dels Cavallers de la Lligacama. Data dels segles xv i xvi i s'insereix dins de l'estil del gòtic perpendicular anglès. Els ornaments de fusta del cor són disseny de segle xv, encara que aquest va ser restaurat i ampliat per Henry Emlyn al segle xviii i avui presenta una decoració única de planxes de bronze que llueixen les armes dels cavallers de la Lligacama en els últims sis segles. A la banda occidental de la capella hi ha una porta i una gran escala victoriana, que només serveixen en grans ocasions cerimonials. La vidriera de l'extrem est és d'estil victorià i la finestra en voladís de la part nord va ser construïda per Enric VIII per la seva dona Caterina d'Aragó. Sota la volta i davant l'altar es troben enterrats Enric VIII, Jane Seymour i Carles I, i molt a prop hi ha el sepulcre d'Eduard IV. L'historiador John Robinson considera aquesta capella un «dels èxits suprems del disseny del gòtic perpendicular anglès».

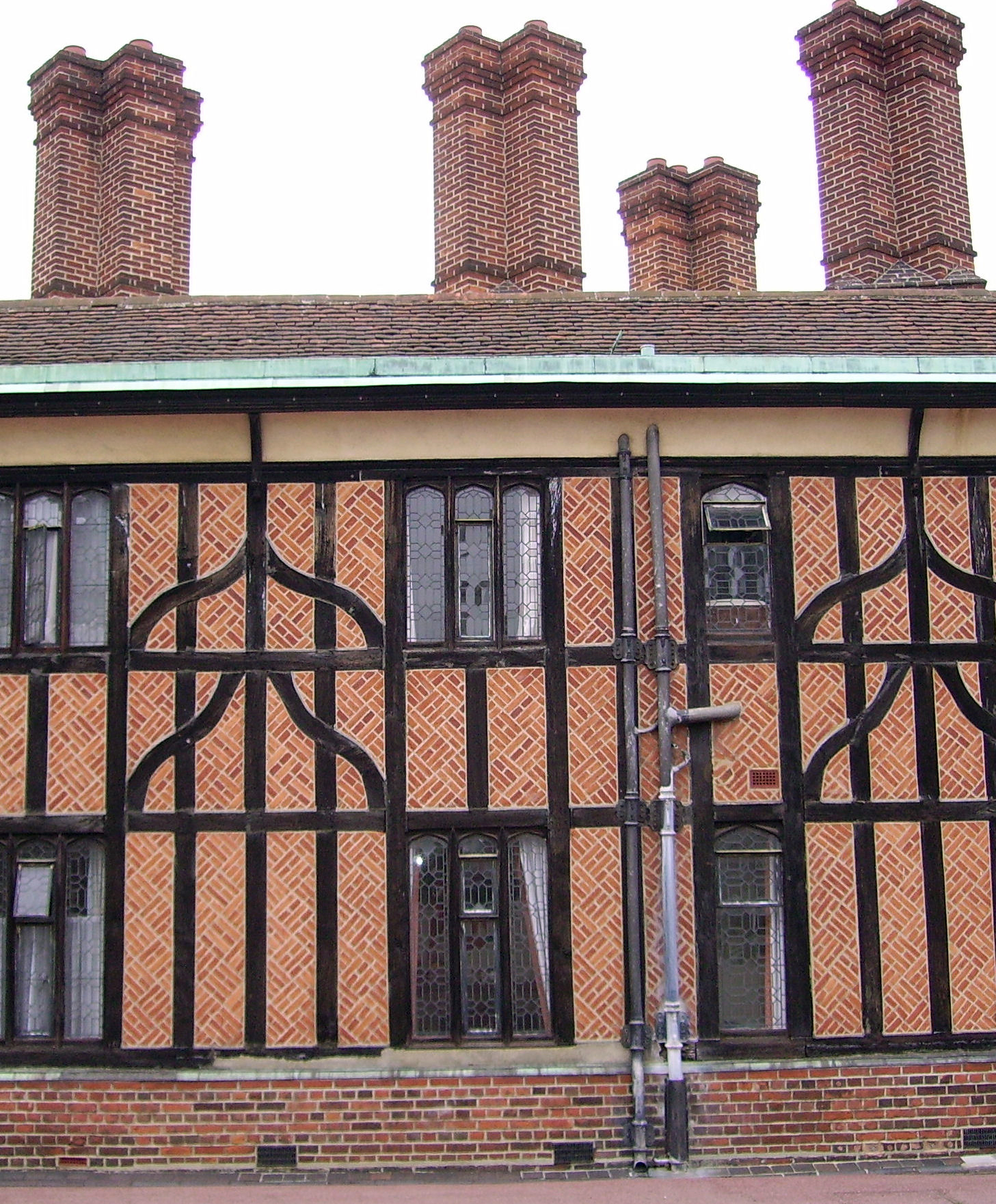
El Claustre de Ferradura, construït el 1480 i reconstruït al.

A l'extrem est de la capella de Sant Jordi hi ha la Capella de la Mare de Déu, construïda originalment per Enric III en el segle xiii i convertida en la Capella Memorial Albert entre 1863 i 1873 per George Gilbert Scott. Creada per honrar la vida del príncep Albert, l'ornament d'aquesta capella presenta una profusa decoració amb talles de marbre, vidrieres i bronze elaborades per Henri de Triqueti, Susan Durant, Alfred Gilbert i Antonio Salviati. la porta est de la capella, tancada per una bella reixa, és original de 1246.
A l'extrem oest del Recinte inferior és el Claustre de Ferradura, anomenat així per la forma semicircular. Construït l'any 1480 per donar cabuda al clergat, avui serveix d'habitatge als coristes de la capella. Aquest edifici corb, de maó i fusta, va ser dissenyat per assemblar-se a una pota de cavall, un símbol utilitzat per Eduard IV. George Gilbert Scott va remodelar profundament l'edifici l'any 1871, i per això gairebé no s'hi conserva res de l'estructura original. Al costat de la ferradura queden altres estructures de l'època d'Eduard III, recognoscibles per la traceria pètria perpendicular, i que alberguen oficines, una biblioteca i habitatges del degà i els canonges.
Darrere del Claustre de Ferradura hi ha la Torre Curfew, una de les estructures supervivents més antigues del Recinte Inferior, com que data del segle xiii. A l'interior es conserva una masmorra i les restes d'un antic accés, una sortida secreta per als habitants del castell en cas de setge. En la planta superior hi ha les campanes, que hi són des de 1478, i el rellotge del castell, instal·lat l'any 1689. La teulada cònica d'estil francès va ser construïda per Anthony Salvin al segle xix en un intent d'imitar la moda de la recreació medievalista que l'arquitecte francès Eugène Viollet-le-Duc havia fet a Carcassona.
A l'extrem oposat de la capella hi ha diverses edificacions, entre d'altres l'allotjament dels Cavallers Militars de Windsor i la residència del seu governador. Són construccions de segle xvi, encara utilitzades per aquests cavallers, que representen l'orde de la Lligacama tots els diumenges. a la banda sud del recinte inferior s'obre la Porta d'Enric VIII, que llueix l'escut d'armes de Caterina d'Aragó i és l'entrada secundària al castell.

### Parc i entorn
L'emplaçament del palau de Windsor en un turó restringeix la mida dels jardins, que s'estenen a l'est del castell per un terreny dissenyat en terrasses al segle xx. Un extens parc envolta l'exterior del recinte palatí, l'àrea oriental és una creació paisatgística del segle xix coneguda com Home Park, que inclou jardins i dues granges, a més de diverses cases de camp ocupades per treballadors de la Frogmore House. El Camí Llarg, una avinguda de doble via plena d'arbres, s'estén quatre km al sud en línia recta i té 75 m d'ample. Els oms originals de segle xvii van ser reemplaçats per l'alternança de castanyers i platanàcies després de la replantació a gran escala que hi va haver d'escometre per culpa de l'impacte de la grafiosi a partir de 1945.
El Home Park confina amb l'extrem nord del més extens Gran Parc Windsor, que ocupa 1900 hectàrees i conté alguns dels boscos temperats de frondoses més antics d'Europa. Al Home Park, al nord del castell, se situa una escola privada, l'Escola de Sant Jordi, a la qual assisteixen els coristes de la capella. El cèlebre Col·legi Eton és a menys d'un quilòmetre del castell de Windsor, a l'altre costat del riu Tàmesi.

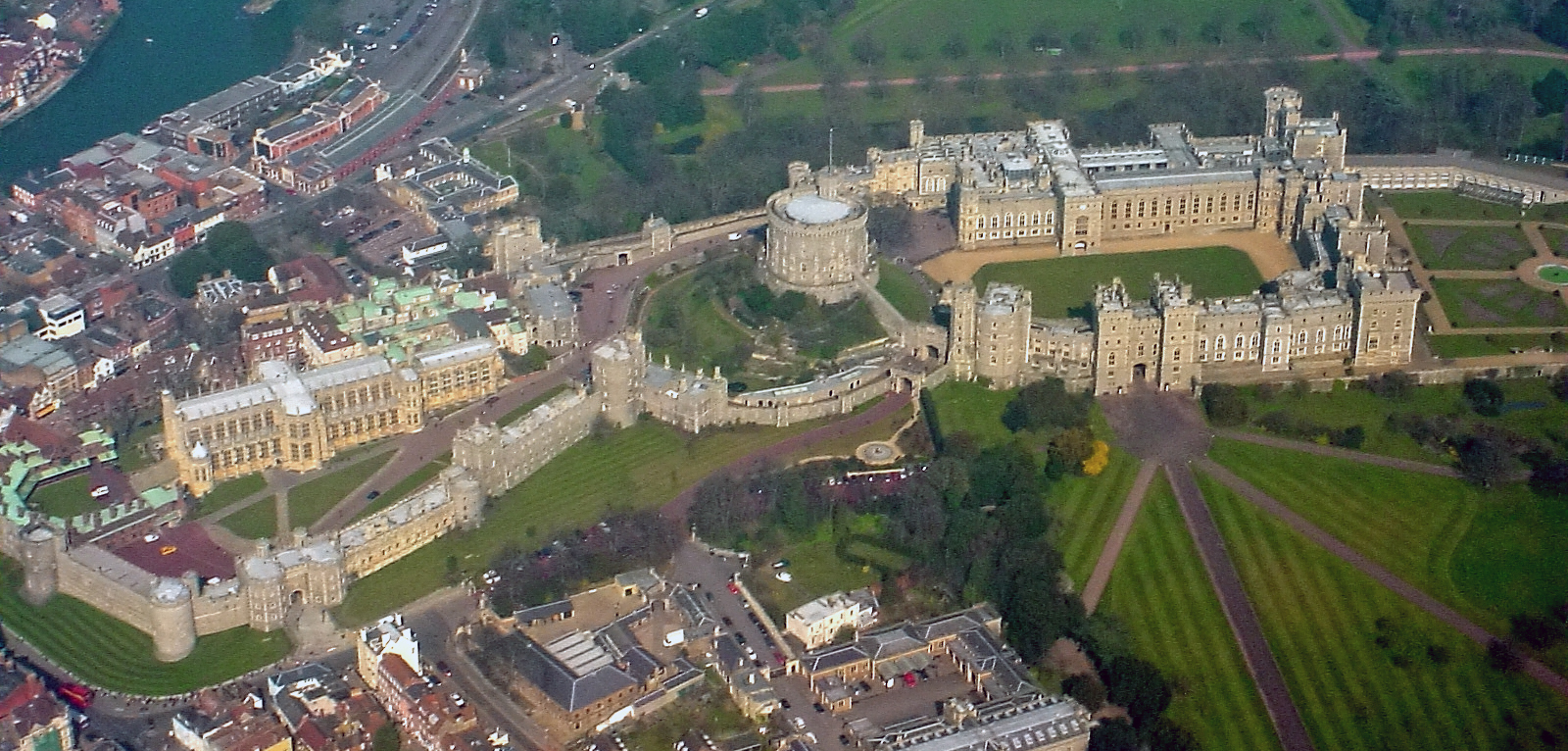
Vista aèria del castell de Windsor. D'esquerra a dreta, el Recinte Inferior, el Recinte Central i la Torre Rodona, el Recinte Superior i una part del Camí Llarg a la part inferior dreta. A la part superior esquerra s'aprecia el riu Tàmesi.

## Història

### Segles XI i XII

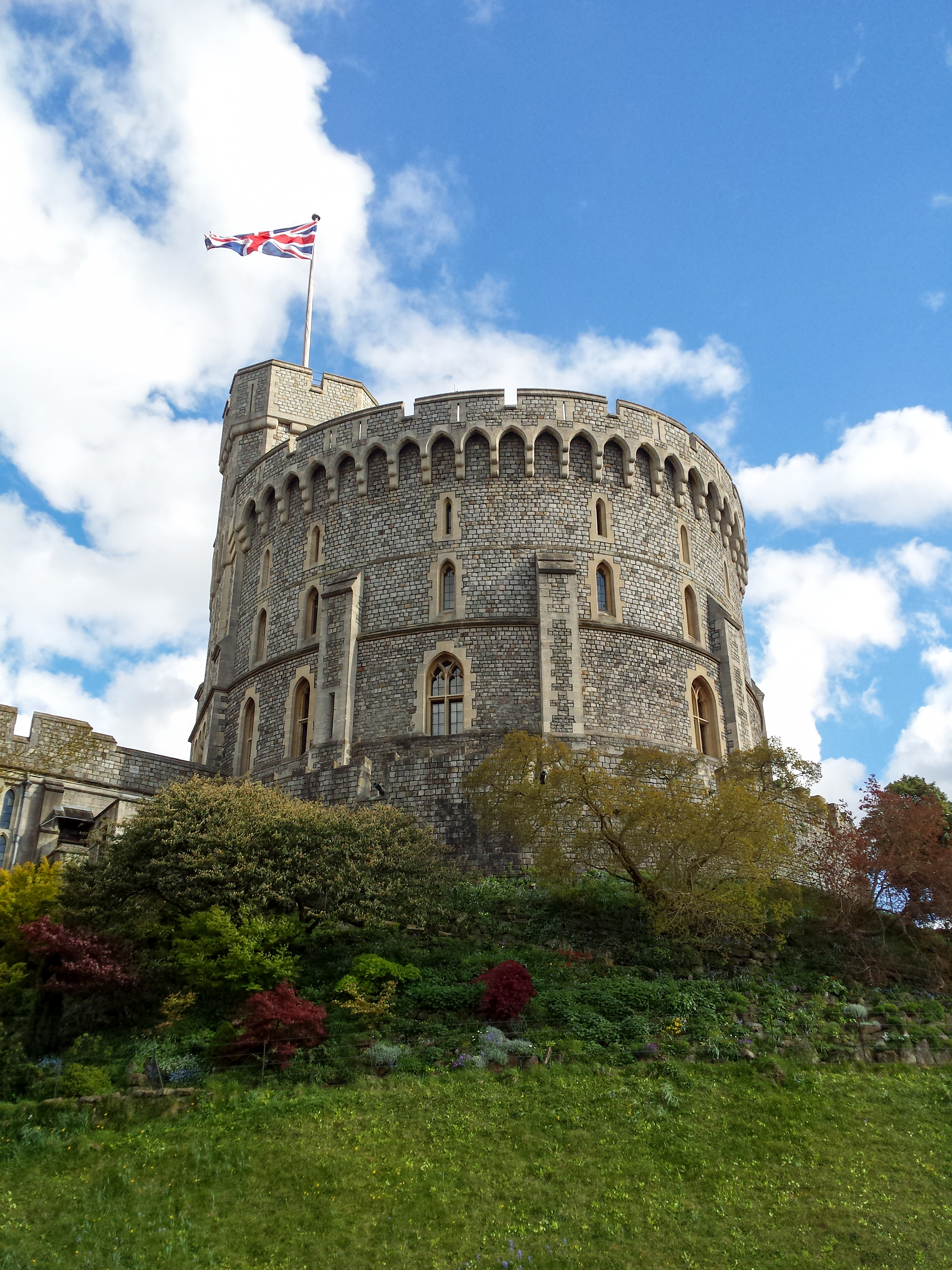
La Torre Rodona al Recinte Central, construïda per Enric II i remodelada al.

La construcció de castell de Windsor va començar sota Guillem I el Conqueridor en la dècada posterior a la conquesta normanda d'Anglaterra, l'any 1066. Guillem va crear un anell de motes castrals i fortificacions al voltant de Londres, totes a un dia de marxa de la ciutat i de la fortificació més propera (és a dir, a poc més de 30 km) per a facilitar el control i enviament de reforços en cas de perill. El castell de Windsor formava part d'aquest anell defensiu i era estratègicament molt important per la proximitat tant al riu Tàmesi, camí clau cap a Londres, com al bosc de Windsor, una reserva reial de caça ja usada pels reis saxons. El castell primigeni de fusta consistia en una fortificació a la part alta d'una mota o monticle artificial, a uns trenta metres sobre el riu i protegida per una estacada. Després es va construir una segona estacada a l'est, germen del posterior Recinte superior. A la del segle ja s'havia creat una altra muralla a l'oest, amb el que quedava delimitada la forma essencial del castell modern. Per la traça, Windsor era molt semblant al castell d'Arundel, una altra poderosa fortificació normanda no gaire llunyana, però el disseny de doble muralla també es va fer servir en els castells de Rockingham i Alnwick.
En principi el castell de Windsor no servia com a residència reial, ja que els reis normands van preferir habitar l'anterior palau d'Eduard el Confessor al Vell Windsor. El primer monarca a residir al castell de Windsor va ser Enric I, que va celebrar Whitsuntide a la fortificació l'any 1110 en una època de molta inseguretat. El matrimoni d'Enric amb Adela, filla de Godofreu I de Lovaina, va tenir lloc al castell el 1121. En aquesta època la fortificació va patir un esfondrament important, ja que les excavacions arqueològiques mostren que el costat sud de la mota es va abaixar d'uns dos metres, es van clavar pilars de fusta per sustentar i la vella estacada va ser substituïda per una muralla pètria, probablement amb una porta, també de carreus de pedra, oberta cap al nord-est. Així mateix, el conjunt es va envoltar amb un nou muret de pedra a la part baixa de la mota.
Enric II va pujar al tron l'any 1154 i va ampliar enormement el castell de Windsor entre 1165 i 1179. L'estacada del recinte superior es va substituir amb una muralla de pedra reforçada per torres a les cantonades i es va construir també la primera Porta de Rei. La primera muralla de pedra va començar a deteriorar-se al vessant sud i el rei Enric va ordenar-ne el reemplaçament per un mur alt i un altre baix, però va traslladar les muralles lluny de la base de la mota per alleujar la pressió en el monticle i el va reforçar a la base amb fonaments petris. Dins el castell, va ordenar remodelar les estances reals. Gairebé totes les addicions es van fer amb pedra de Bagshot Heath, mentre que en els interiors es va emprar pedra de Bedfordshire.

### seglexiii

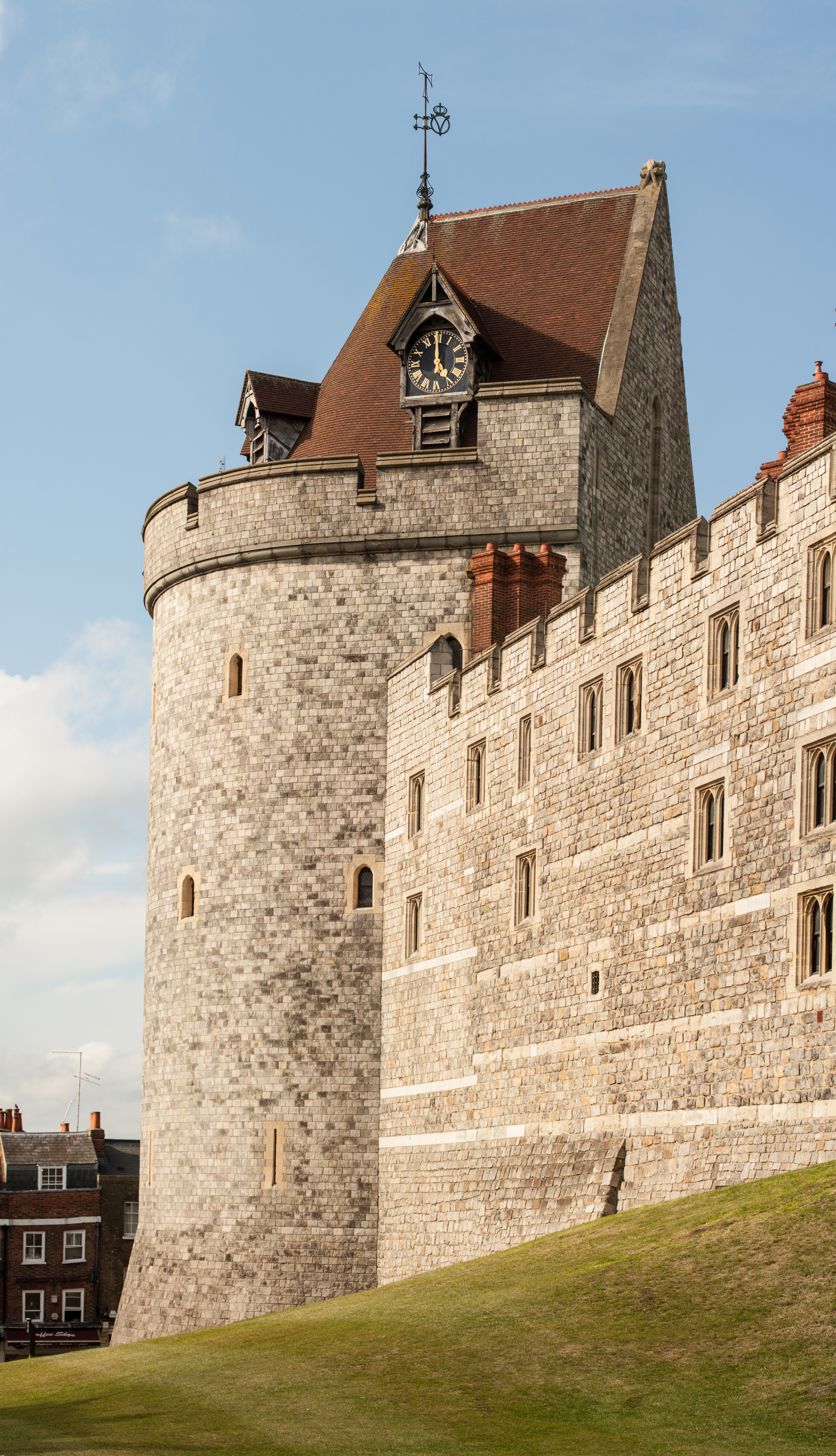
La Torre Curfew (torre del toc de queda), part del recinte inferior i construïda durant el regnat d' Enric III. Va ser molt remodelada al.

El rei Joan Sense Terra hi va fer unes modificacions modestes, més enfocades en les comoditats que els aspectes defensius. La fortificació va jugar el seu paper en la Primera Guerra dels Barons, ja que va ser assetjada el 1214 i a més el rei Joan la va emprar com la seva base durant les negociacions prèvies a la signatura de la Carta Magna l'any 1215 a la pròxima Runnymede. L'any 1216 el castell va ser assetjat de nou per tropes franceses i dels barons, sota comandament del comte de Nevers, però el conestable de Joan, Engelard de Cigogne, el va defensar amb succés.
Els danys soferts per la fortalesa durant el segon setge van ser immediatament reparats, entre 1216 i 1221, per Cigogne en nom del successor de Joan, Enric III. Aquest monarca va reforçar les defenses amb la reconstrucció en pedra de les muralles del recinte inferior i la creació entre 1224 i 1230 d'una porta fortificada al lloc de la futura porta d'Enric VIII. També es van construir tres noves torres: La Torre del Toc, la Torre de la Garrotera i la Torre de Salisbury. El recinte central va ser reforçat amb una muralla pel costat sud, rematada per les dues noves torres d'Eduard III i Enric III en sengles extrems.
El castell de Windsor va ser una de les tres residències favorites d'Enric III i com a tal, hi va invertir molts recursos per millorar-ne l'acomodació, més que en cap altra de les seves possessions. Després del seu matrimoni amb Elionor de Provença, Enric III va construir a Windsor un luxós palau entre 1240 i 1263, distribuït al voltant d'un pati al recinte superior. En principi aquesta ampliació pretenia ser la llar dels fills i l'esposa del rei, mentre que per al seu ús propi va ordenar crear una sèrie d'estances al llarg del mur sud, inclosa una capella de 21 m de longitud, després anomenada capella de la Mare de Déu. Aquesta va ser la més grossa de les capelles construïdes per al rei i comparable a la Sainte Chapelle de París en dimensions i qualitat. Enric III també va restaurar el Gran Saló situat al costat de la banda nord del recinte inferior i el va ampliar amb una nova cuina i un corredor cobert que comunicava el saló amb la cuina. Les intervencions d'Enric III al castell es van caracteritzar pel caràcter religiós dels rics ornaments, que van constituir «un dels cims de l'art medieval anglès», tot i que el cost d'aquests afegits va ascendir a 10 000 lliures. El resultat va ser una divisió en el castell entre el més privat recinte superior i el recinte inferior dedicat a mostrar la cara pública de la monarquia. Al segle xiii el castell va rebre lleus intervencions arquitectòniques, però el Gran Saló del recinte inferior, destruït per un incendi el 1296, mai no va ser reconstruït.

### Segle XIV

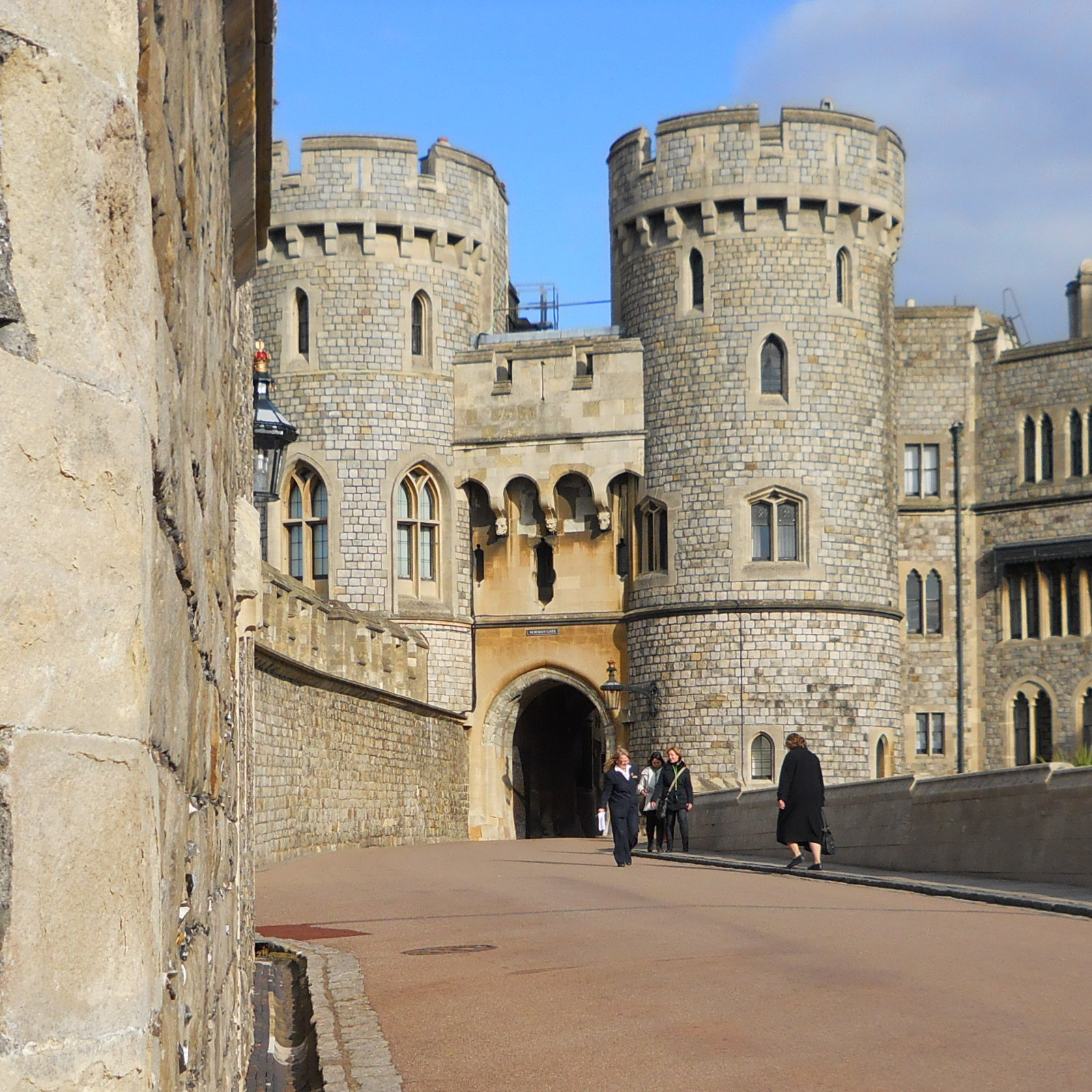
La Porta Normanda, construïda per Eduard III i remodelada al.

Eduard III va néixer al castell de Windsor i li va donar molt ús durant el seu regnat. El 1344 el rei hi va anunciar la fundació de la nova Ordre de la Taula Rodona. Al temps, començava a construir un nou edifici dins de la fortificació que servís de seu d'aquesta ordre, però mai va ser acabat. Els cronistes descriuen que era un edifici de planta circular, de 61 m de diàmetre, i probablement situat al centre del recinte superior. Poc després el rei Eduard va abandonar aquesta nova ordre per raons gens clares, i en el seu lloc va crear l'Orde de la Lligacama (Order of the Garters), que també tindria la seva llar al castell de Windsor. Com a part d'aquest procés, Eduard va decidir reconstruir el castell, en particular el palau d'Enric III, en un intent de crear una fortificació que fos símbol de poder real i cavallerositat. El rei Eduard era influït tant pels èxits militars del seu avi,  Eduard I, com pel declivi de l'autoritat reial sota el seu pare, Eduard II, i per això el seu objectiu era produir una innovadora «arquitectura marcial d'estètica auto conscient i musculosa».
Eduard va posar al càrrec de tot el disseny i reconstrucció del nou castell William de Wykeham, qui es va allotjar a la Torre Rodona mentre hi treballava. Entre 1350 i 1377 Eduard va gastar 51 000 lliures a renovar el castell, la quantitat més grossa de diners emprada per qualsevol monarca medieval d'Anglaterra en un sol projecte arquitectònic, i una vegada i mitja els ingressos anuals d'Eduard, que eren d'unes 30 000 lliures. Una part de les despeses van ser sufragats pels rescats de guerra de les victòries d'Eduard en les batalles de Crécy, Calais i Poitiers. El castell de Windsor ja era una gran fortificació abans de la substancial reconstrucció d'Eduard III, i la seva intervenció el va fer encara més impressionant, ja que gran part de la despesa es va fer en mobiliari i decoració luxosa. Així, el castell de Windsor va ser «el projecte arquitectònic secular més car de tota l'edat mitjana a Anglaterra». 

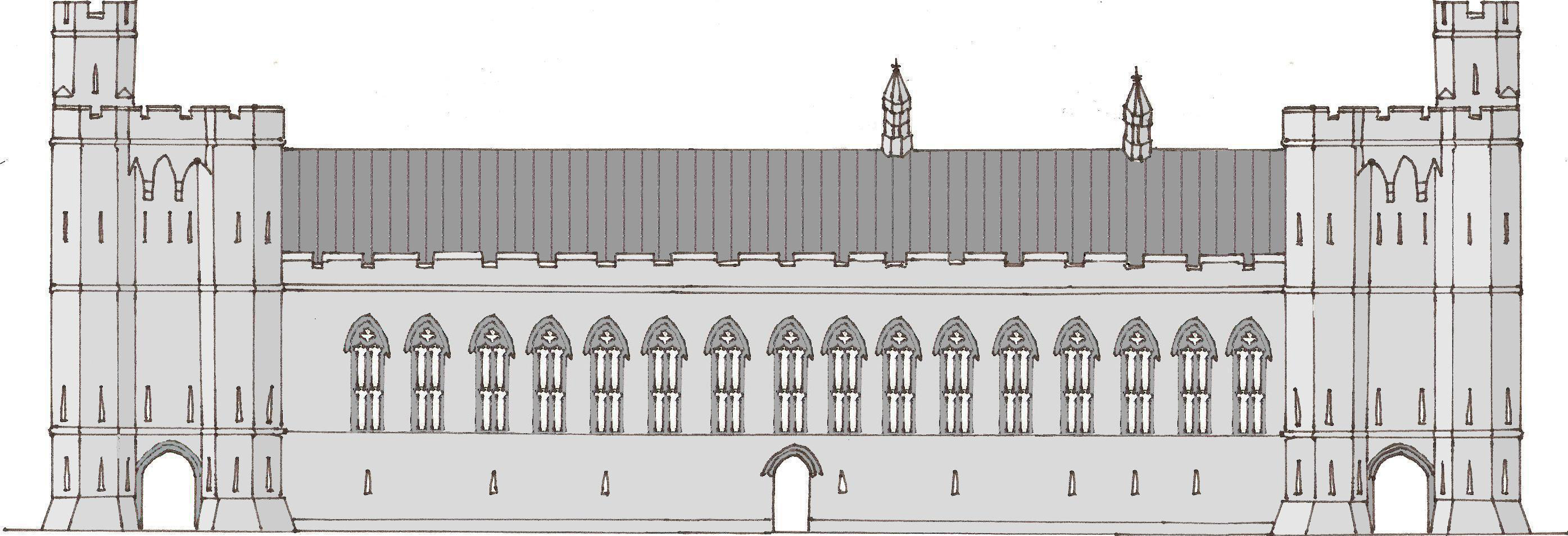
Reconstrucció de la Sala de Sant Jordi construïda per Eduard III. D'esquerra a dreta: la Porta Spicerie, la Capella, el Saló i la Porta de la Cuina.

El nou palau d'Eduard tenia tres patis al llarg de la banda nord del recinte superior, anomenats Claustre Petit, Claustre del Rei i Pati de la Cuina.  En la part davantera del palau hi havia el saló de Sant Jordi, que combinava un nou saló i una nova capella. Aquest edifici tenia dos accessos simètrics, la Porta Spicerie, la principal, i la Porta de la Cuina, que donava accés al pati. El gran saló tenia enormes finestrals cap al pati del recinte superior i era cobert per una gran volta de creueria, més alta que la resta del palau per dotar-lo de distinció. La Torre Rosa, dissenyada per a l'ús privat del rei, s'alçava a la cantonada oest del conjunt. El resultat va ser «un gran palau d'arquitectura aparentment homogènia […] uniforme per tot arreu, en la coberta, finestrals, línia de cornisa, pis i sostre». Amb l'excepció de la sala, la Capella i la Gran Cambra, tots els nous interiors compartien una mateixa altura. No obstant això, els aspectes defensius només eren un teló, possiblement per donar un marc adequat a les justes desenvolupades entre les dues meitats de l'Ordre de la Lligacama.
Eduard III també va concebre altres luxes, com allotjaments per a la cort, als límits est i sud del recinte superior, de manera que va conformar el quadrangle actual d'aquesta zona del castell. Per guardar l'entrada oest de la fortificació es va aixecar la Porta Normanda. Al recinte inferior es va remodelar la capella i es va ampliar amb edificis adjacents per als canonges. L'any 1354 Eduard va instal·lar a la Torre Rodona el primer rellotge mecànic impulsat per pes de tota Anglaterra. William de Wykeham construiria després el New College de la Universitat d'Oxford i el Winchester College, on la influència del castell de Windsor és evident.
El nou castell va ser la presó dels presoners francesos fets a Poitiers l'any 1357, entre ells el rei Joan II de França, que va ser alliberat després del pagament d'un rescat. Més tard, en aquest segle el castell també va ser afavorit per Ricard II, que va restaurar la Capella de Sant Jordi amb direcció de Geoffrey Chaucer, diplomàtic i secretari de les obres del Rei.

### Segle XV

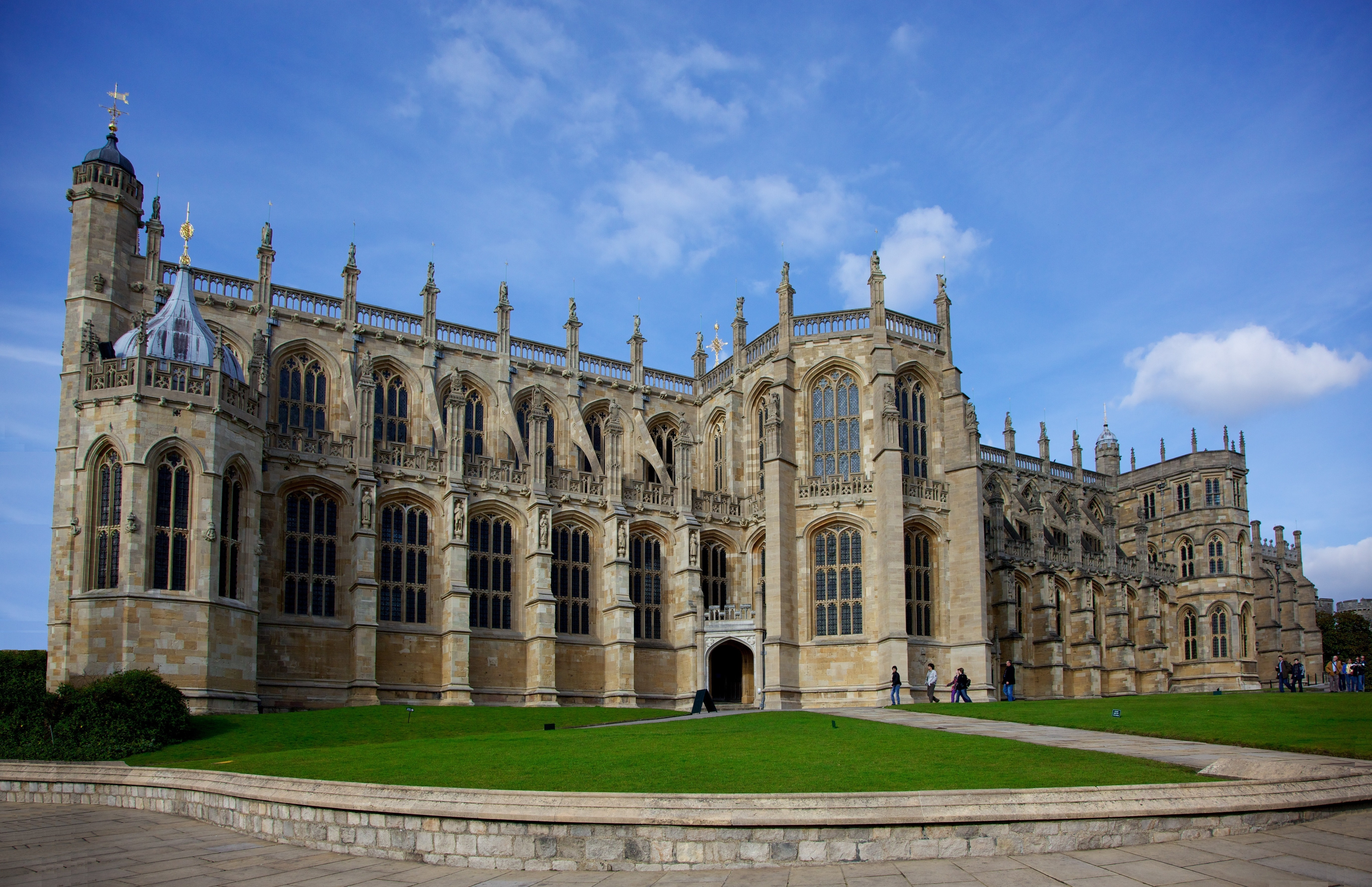
LaCapella de Sant Jordi, començada l'any 1475 per Eduard IV.

El castell de Windsor va continuar gaudint del favor reial al segle xv, i això malgrat la violència política en què Anglaterra es movia en aquest moment. Enric IV va arribar all poder l'any 1399, encara que no va ser capaç de capturar el seu oponent pel poder, el seu cosí Ricard II, que havia escapat a Londres. Sota el regnat d'Enric V el castell va rebre la visita de Segimon de Luxemburg, emperador del Sacre Imperi Romanogermànic, l'any 1417, un esdeveniment diplomàtic d'enormes proporcions que va portar al seu límit la capacitat d'allotjament del castell.
A mitjan segle xv Anglaterra era cada vegada més dividida entre les faccions rivals de la Casa de Lancaster i la Casa de York. Castells com el de Windsor no van tenir un paper important en la resultant Guerra de les Dues Roses (1455-1485), que es va lliurar essencialment en forma de batalles campals entre les faccions rivals. Enric VI, nascut a Windsor i conegut com Enric de Windsor, va ser fet rei a la primerenca edat de nou mesos. El seu llarg període de minoria, juntament amb les tensions cada vegada més grosses entre els partidaris de la casa Lancaster i els dels York, va allunyar el centre d'atenció del castell de Windsor. Les festes de l'Orde de la Lligacama i altres activitats cerimonials s'hi van poquejar i van gaudir de menys atenció.

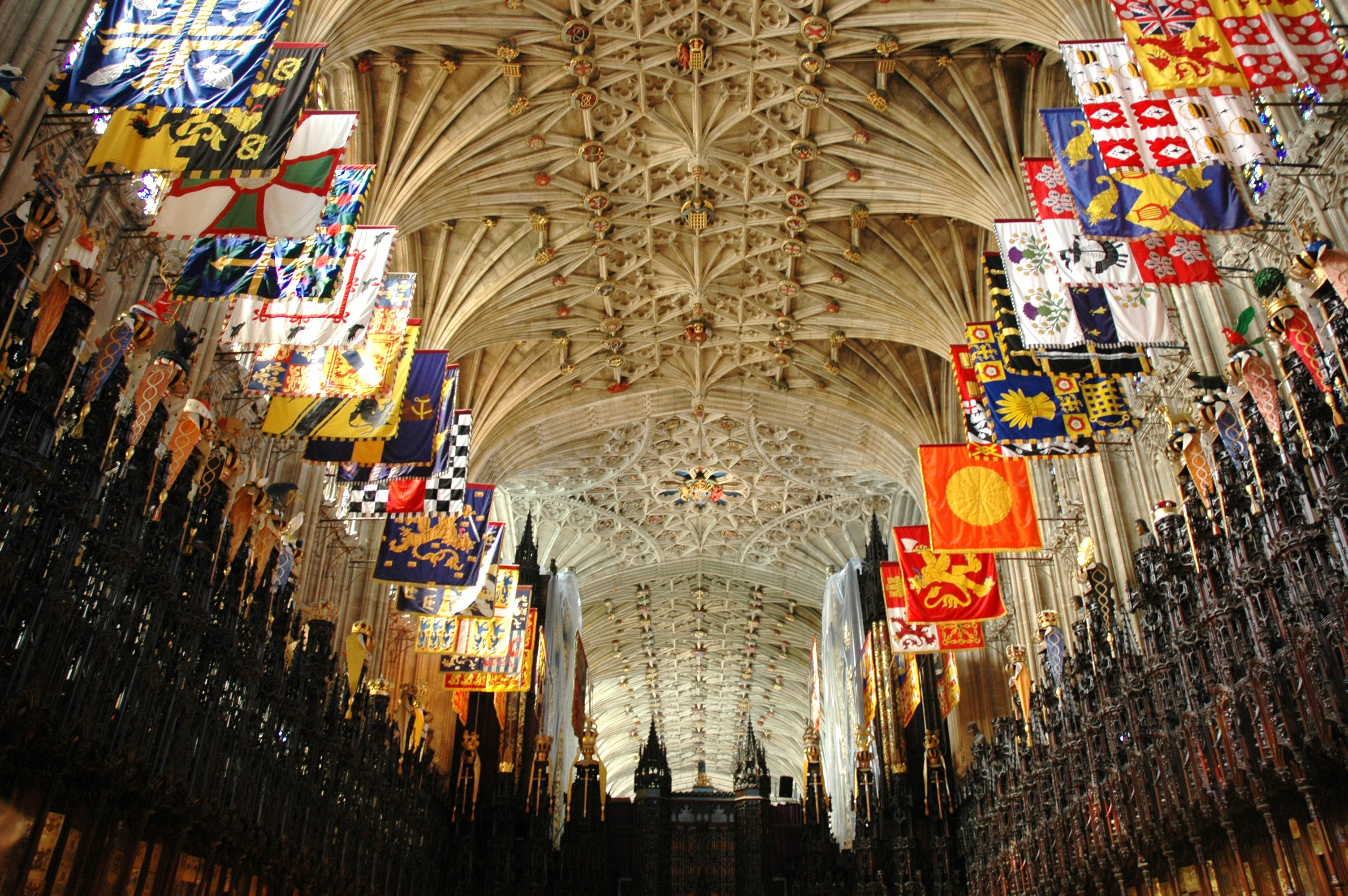
Volta de creueria gòtica de l'interior de la capella de Sant Jordi.

Eduard IV va prendre possessió del poder l'any 1461 i quan va capturar Margarida d'Anjou, esposa d'Enric, la va recloure Windsor. Eduard va començar a reviure l'Ordre de la Lligacama i va celebrar una festa particularment important l'any 1472. També va ordenar la construcció de l'actual Capella de Sant Jordi l'any 1475, per a la qual es van desmantellar nombrosos edificis del recinte inferior. Amb la construcció d'aquesta nova capella, Eduard buscava demostrar que la nova dinastia era la governant permanent d'Anglaterra, al mateix temps que rivalitzava amb la similar capella que Enric VI havia manat erigir al proper Col·legi Eton.  Ricard III només va fer un ús breu del castell abans de la seva derrota a la batalla de Bosworth l'any 1485, però havia ordenat portar el cos d'Enric VI des de l'Abadia de Chertsey fins al castell per facilitar la visita dels pelegrins.
Enric VII va habitar més temps al castell i ja l'any 1488, poc després d'accedir al tron, va organitzar un gran festeig de l'Orde de la Lligacama. Va completar la coberta de la nova capella de Sant Jordi i va començar la conversió de la vella capella de la Mare de Déu en un santuari dedicat a Enric VI, de qui la canonització es considerava llavors imminent. No obstant això, Enric VI no va ser canonitzat i el projecte va haver de ser cancel·lat, encara que el santuari va continuar sent un atractiu per als pelegrins. Sembla que Enric VII hauria remodelat la Cambra del Rei al palau i hauria fet reconstruir la volta de la Gran Cuina l'any 1489. També va ordenar construir una torre de tres pisos a l'extrem occidental del palau, que va ser acomodada per albergar les seves estances privades. El castell de Windsor va començar a ser utilitzat per a esdeveniments diplomàtics internacionals, com la gran visita del rei castellà Felip el Bell l'any 1506. William de la Pole, un pretendent al tron de la Casa de York supervivent, hi va ser empresonat durant el regnat d'Enric VII i hi va romandre fins a la seva execució l'any 1513.

### Segle XVI

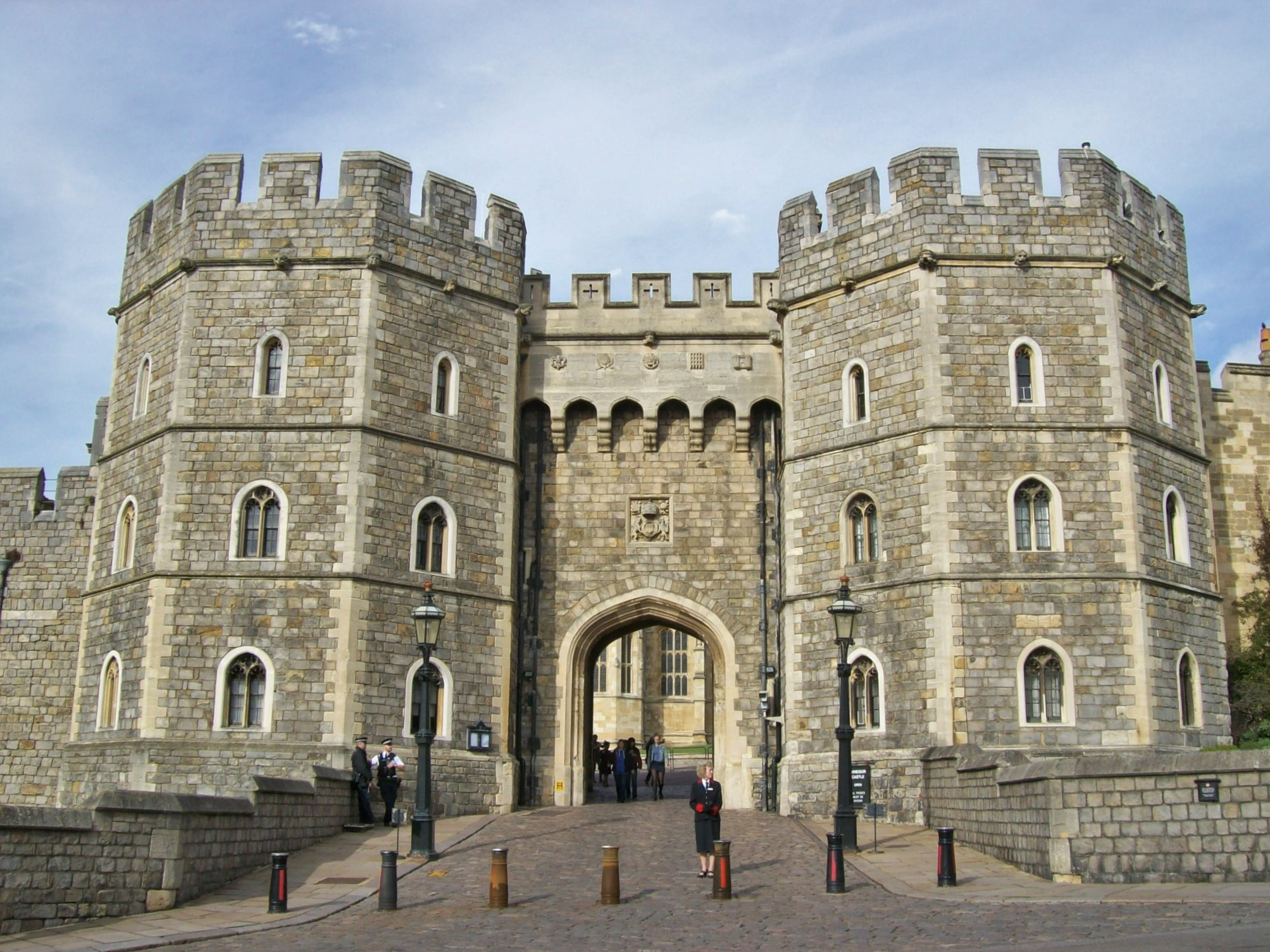
La Porta d'Enric VIII al recinte inferior.

El jove Enric VIII va gaudir al castell de Windsor «exercitant diàriament en tir, cant, dansa, lluita, tocant la flauta, fent cançons o entonant balades». La tradició de les festes de l'Orde de la Lligacama es va mantenir i es va fer més extravagant, fins al punt que la mida de la comitiva que visitava Windsor va haver de restringir-se a causa del seu creixent nombre. Durant el Pelegrinatge de Gràcia, una revolta popular al nord d'Anglaterra l'any 1536 contra el govern d'Enric VIII, el rei va fer servir Windsor com a base segura al sud, des de la qual va gestionar la seva resposta militar. Durant tot el període Tudor el castell va ser un refugi impenetrable durant les epidèmies que afectaven Londres.
Enric va ordenar reconstruir la porta principal del castell cap a l'any 1510. També va construir una extensa terrassa de fusta, anomenada el North Wharf ('Terrassa Nord'), al llarg de l'exterior de la muralla del recinte nord per a obtenir una vista immillorable sobre el riu Tàmesi des d'allà. El disseny incloïa una escala exterior des dels apartaments del rei, el que va fer més còmoda la vida del monarca en detriment de la seguretat del castell. Al principi del seu regnat Enric VIII havia donat la capella de la Mare de Déu al cardenal Thomas Wolsey per al futur mausoleu del religiós. L'arquitecte Benedetto Grazzini la va convertir en un disseny renaixentista italià abans que la caiguda del poder de Wolsey posés fi a un projecte d'un cost estimat a 60 000 lliures (295 milions actuals). Enric VIII va continuar amb l'obra, però aquesta romania inacabada quan ell mateix va ser enterrat a la capella l'any 1547.

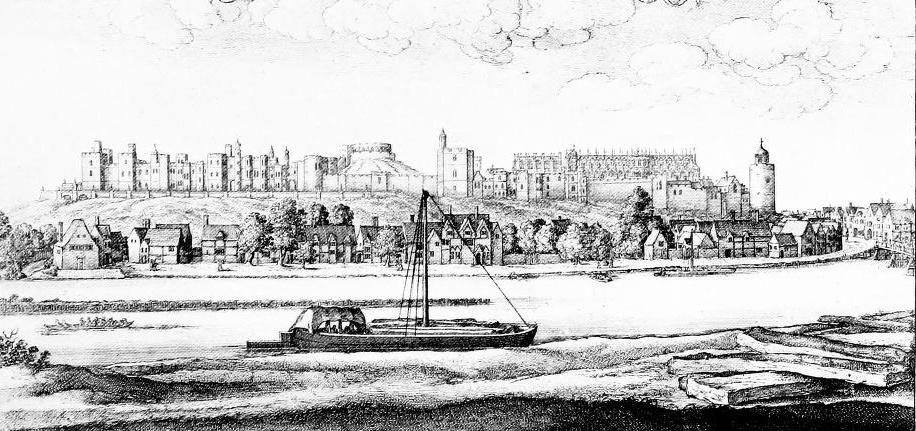
El castell de Windsor, cap a l'any 1670, des de la riba oposada del riu Tàmesi segons un gravat de Wenceslas Hollar. Es mostra la Terrassa Nord (esquerra) construïda per Elisabet I al segle XVI.

En contrast, al jove Eduard VI no li agradava el castell de Windsor. La seva fe protestant el va dur a fer més modestes les cerimònies de la Lligacama, a eliminar les festes anuals i a retirar totes les pràctiques catòliques de l'Orde. Durant les rebel·lions i lluites polítiques de 1549, Windsor va tornar a ser un refugi segur per al rei i per a Edward Seymour, duc de Somerset. Eduard va fer un comentari famós durant la seva estada a la fortalesa en aquest període: «Crec que estic en una presó, no hi ha galeries ni jardins per caminar». Durant el regnat d'Eduard i de la seva germana, Maria I, s'hi van fer algunes obres modestes, moltes fetes amb recursos recuperats de les abadies angleses. Es va dur aigua al recinte superior amb la creació d'una font i Maria va ordenar ampliar els edificis dels Cavallers de Windsor al recinte inferior emprant per a això pedres de l'abadia de Reading.
Elisabet I va passar gran part del seu temps al castell de Windsor i també el va fer servir de refugi en temps de crisi, «sabent que podia suportar un setge en cas necessari». Per això es van instal·lar deu nous canons al castell. Windsor es va convertir en una de les residències favorites de la reina, que hi va gastar més diners que en qualsevol altra propietat o palau, doncs va ordenar algunes obres d'arquitectura, entre d'altres moltes reparacions en els edificis existents. Va fer de la Terrassa Nord una instal·lació permanent feta de pedra i hi va instal·lar estàtues, escultures i un berenador exterior de planta octogonal, a més d'aixecar una paret a l'extrem occidental de la terrassa per fer-la més privada. La capella va ser remodelada amb el cadirat del cor, una galeria i una nova coberta. Sobre el fossat sud es va crear un pont que permetés un accés més directe als jardins i al costat de la torre d'Enric VII, a l'extrem occidental del recinte superior, es van aixecar diversos edificis. Elisabet també va fer servir cada vegada més la fortalesa com a seu de trobades diplomàtiques, però l'espai del castell continuava sent un repte perquè no era tan ampli com els més moderns palaus reals. Aquest flux de visitants estrangers va quedar reflectit per entreteniment de la reina en una obra de William Shakespeare, Les alegres comares de Windsor .

### Segle XVII

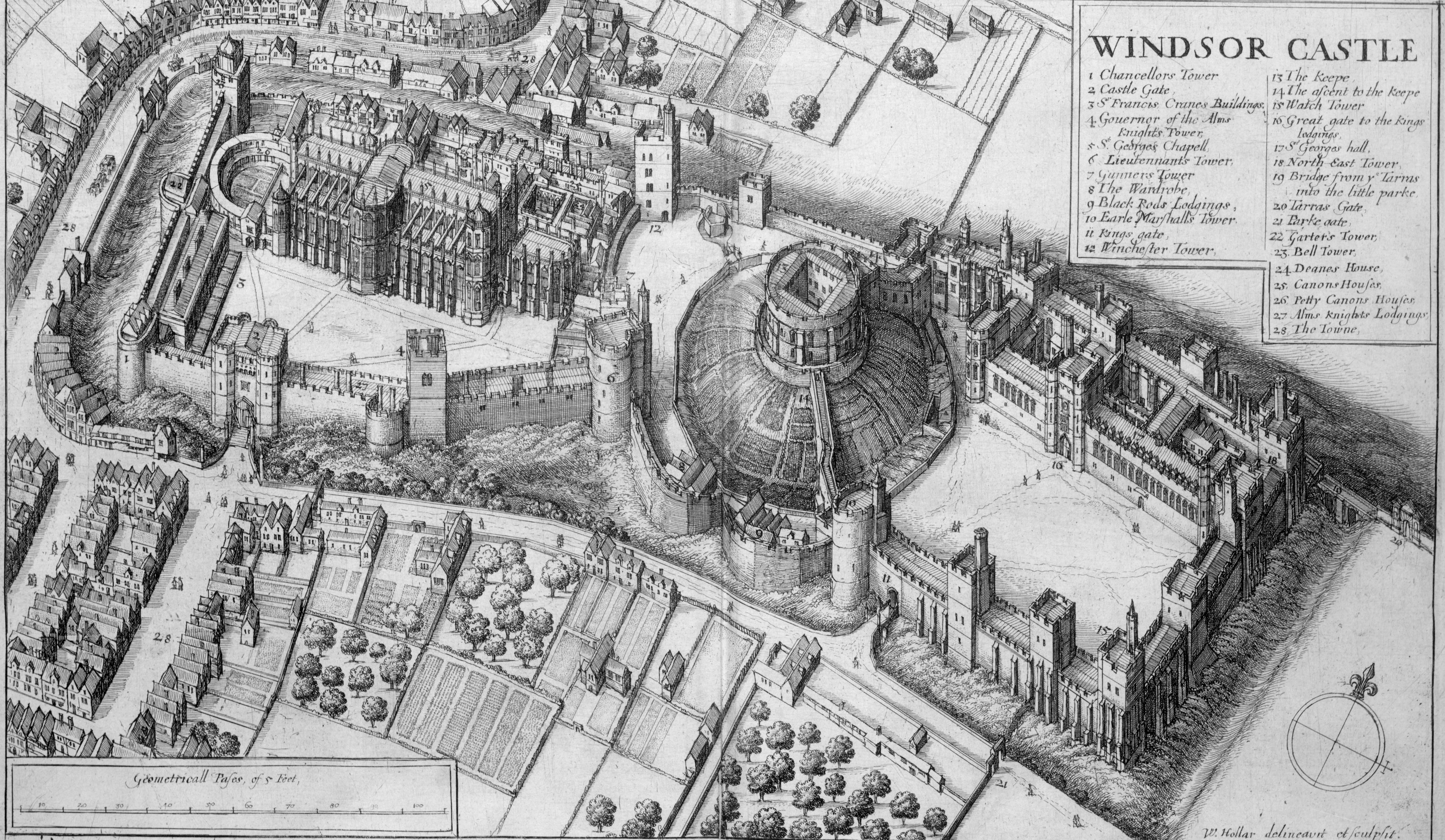
Vista d'ocell del castell de Windsor a l'any 1658, fet per Wenceslas Hollar, mostra l'estat abans de la reconstrucció practicada per Hugh May al recinte superior.

Jaume I va fer servir Windsor essencialment com a base per sortir a caçar, un dels seus passatemps favorits, i per socialitzar amb les seves amistats, ocasions en les quals es bevia en abundància, com va passar durant la visita del rei Cristià IV de Dinamarca l'any 1606, en la qual tots dos monarques es van emborratxar. L'escassetat d'espai al castell romania problemàtica, el que desembocava en freqüents discussions del rei Jaume amb el seu seguici escocès sobre les habitacions.
Carles I va ser un gran amant de l'art i va posar molta més atenció als aspectes estètics del castell que els seus predecessors. El rei va encarregar a un equip en el qual era Inigo Jones la supervisió de tota la fortalesa, però poques de les millores recomanades es van dur a terme. No obstant això, Carlos va demanar a Nicholas Stone millorar la galeria de la capella en estil manierista i construir una passarel·la a la Terrassa Nord. Christian van Vianen, famós orfebre neerlandès, va ser contractat per a crear argenteria religiosa d'estil barroc per als serveis a la capella de Sant Jordi. En els seus últims anys de pau, Carles I va demolir la font del recinte superior amb la intenció de reemplaçar-la per una escultura d'estil classicista. 
L'any 1642 va esclatar la guerra civil anglesa, que va dividir el país entre els realistes favorables a Carles i les forces parlamentàries. Després de la batalla d'Edgehill els parlamentaris van témer un possible avanç dels realistes contra Londres, pel que John Venn va prendre el control del castell de Windsor amb dotze companyies d'infanteria per protegir la ruta del riu Tàmesi, i es va convertir en governant del castell durant tota la contesa. El contingut de la Capella de Sant Jordi era, segons l'opinió dels parlamentaris, massa valuós i inadequat per a un temple tan important, de manera que immediatament va començar el seu saqueig: la capa enjoiada d'Eduard IV va ser robada, els òrgans, vidrieres i llibres destruïts i la capella de la Mare de Déu despullada de tot luxe, entre ells algunes parts de la inconclusa tomba d'Enric VIII. A la fi del conflicte s'havien robat més de 100 kg d'or.
El príncep Rupert, destacat general realista, va intentar prendre el castell de Windsor al novembre de 1642, i encara que la seva cavalleria va prendre el control de la vila de Windsor, va ser incapaç de traspassar les muralles de la fortalesa i va haver de retirar-se. Cap a l'hivern de 1642-1643 el castell s'havia convertit en quarter general de Robert Devereux, III comte d'Essex, un veterà general de les forces parlamentàries. El Claustre de Ferradura va servir de presó dels realistes capturats i els canonges residents van ser expulsats. La capella de la Mare de Déu va ser reconvertida en magatzem de municions. El saqueig del castell per part de la guarnició mal pagada era un problema continu: es van caçar cinc-cents cérvols de les reserves reials durant l'hivern i les tanques de fusta es van cremar com a llenya.
L'any 1647 el rei Carles I, ja llavors presoner dels parlamentaris, va ser empresonat al castell durant un temps, abans de ser portat a Hampton Court. L'any següent els realistes van ordir un pla, mai materialitzat, per prendre la fortalesa. el Consell de l'exèrcit Parlamentari es va traslladar a Windsor al novembre i va decidir jutjar Carles per traïció. El rei va ser portat a Windsor de nou i hi va passar els tres últims mesos del seu regnat. Després de ser portat a Londres el gener de 1649, per a ser executat davant de Banqueting House, de el ja desaparegut palau de Whitehall, El seu cos va ser retornat al castell aquella mateixa nit enmig d'una tempesta de neu i enterrat sense cerimònia a la cripta sota la Capella de Sant Jordi. 

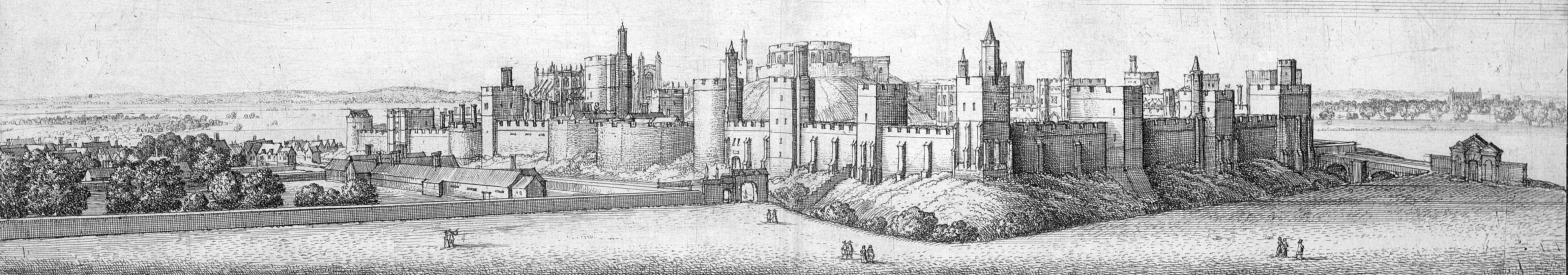
El castell de Windsor l'any 1658, vist des del sud-est, per Wenceslas Hollar. D'esquerra a dreta, el recinte inferior, el central amb la Torre Rodona i el recinte superior.

Amb la Restauració de la monarquia l'any 1660, es van fer les primeres remodelacions al castell de Windsor en molt de temps. La guerra civil i els anys d'interregne havien causat molts danys als palaus anglesos, al qual calia afegir que els «requeriments funcionals, patrons de moviment, maneres de transport, gust estètic i estàndards de confort» entre els cercles reials havien canviat significativament les qualitats buscades en un bon palau. Windsor va ser l'únic palau reial que va ser completament modernitzat per Carles II en els anys de la Restauració.
No obstant això, durant l'interregne el castell havia estat habitat per ocupants il·legals, el que va produir que «la casa del rei fos un enderroc. El fanàtic, el lladregot i l'ocupant il·legal havien estat actuant […] Els indigents havien morat en moltes torres i estances». Poc després del seu retorn a Anglaterra, Carles va nomenar el príncep Rupert, un dels seus pocs familiars propers supervivent, conestable del castell de Windsor l'any 1668. Aquest va començar immediatament a reordenar les defenses del castell, reparar la Torre Rodona i reconstruir la pista reial. Carles també va tractar de repoblar el Gran Parc de Windsor amb cérvols portats d'Alemanya, però els seus ramats mai van aconseguir la mida previa a la guerra. Rupert va crear apartaments per al seu ús propi a la Torre Rodona, decorats amb una «extraordinària» quantitat d'armes i escuts i «plens de tapissos amb imatges curioses i efeminades».

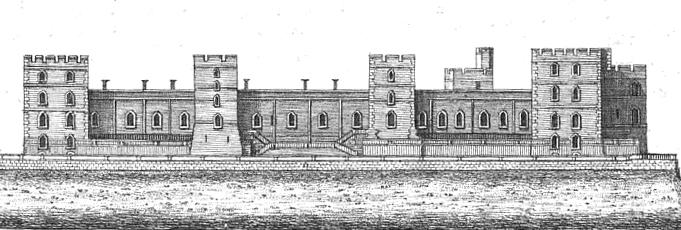
El recinte superior vist des de l'est, després de la reconstrucció de Hugh May. En primer pla hi ha la nova Terrassa de l'Est feta per May.

Carles admirava les obres del rei Lluís XIV de França i per això va imitar l'estil francès en el seu palau de Winchester i a l'Hospital Reial de Chelsea. A Windsor el rei va crear «els interiors barrocs més extravagants mai executats a Anglaterra», obres que en gran part van ser finançades amb l'augment dels impostos reials procedents d'Irlanda en la dècada de 1670. L'etiqueta a la cort francesa de l'època requeria de nombrosos salons alineats amb la finalitat de satisfer els protocols de la cort, i la demanda d'espai necessari per a això va forçar l'arquitecte Hugh May a expandir-se cap la Terrassa Nord, que va ser reconstruïda i ampliada en el procés. Aquesta nova construcció va ser anomenada Star Building, per la gran estrella daurada de la Lligacama que Carles II va ordenar col·locar en un lateral. May també va enderrocar i reconstruir els murs de la sala d'Eduard III i la capella per obrir grans finestrals, però sense alterar l'altura i dimensions de l'edifici medieval. Tot i que ja hi cabia tota la cort, Windsor no va ser equipat amb estades per al Consell del Rei com les que sí que hi havia al palau de Whitehall. Al seu lloc, Carles va aprofitar la bona xarxa de carreteres que partia del castell per celebrar les reunions amb el consell a Hampton Court mentre ell habitava a Windsor. El resultat de les intervencions de May va ser «exemplar» per a tots els edificis reals anglesos en els següents vint anys, i encara que algunes vegades va ser criticat per la seva «poca traça», amb la seva inclinació medievalista, la reconstrucció de May va ser tant respectuosa amb el castell existent com un intent deliberat per crear una austera versió de segle xvii d'un castell «neo-normand».
 Guillem III va contractar Nicholas Hawksmoor i Christopher Wren per a realitzar una profunda i última remodelació classicista del recinte superior, però la prematura mort del monarca va cancel·lar els plans. La reina Anna era a gust al castell i va tractar de dotar-lo d'un bon jardí i per això va encarregar a Henry Wise que comencés a treballar al jardí Maastricht sota la Terrassa Nord, però mai va ser completat. Anna també va crear la carrera de cavalls d'Ascot i va donar inici a la tradicional processó anual Royal Ascot des del castell.

### Segle XVIII

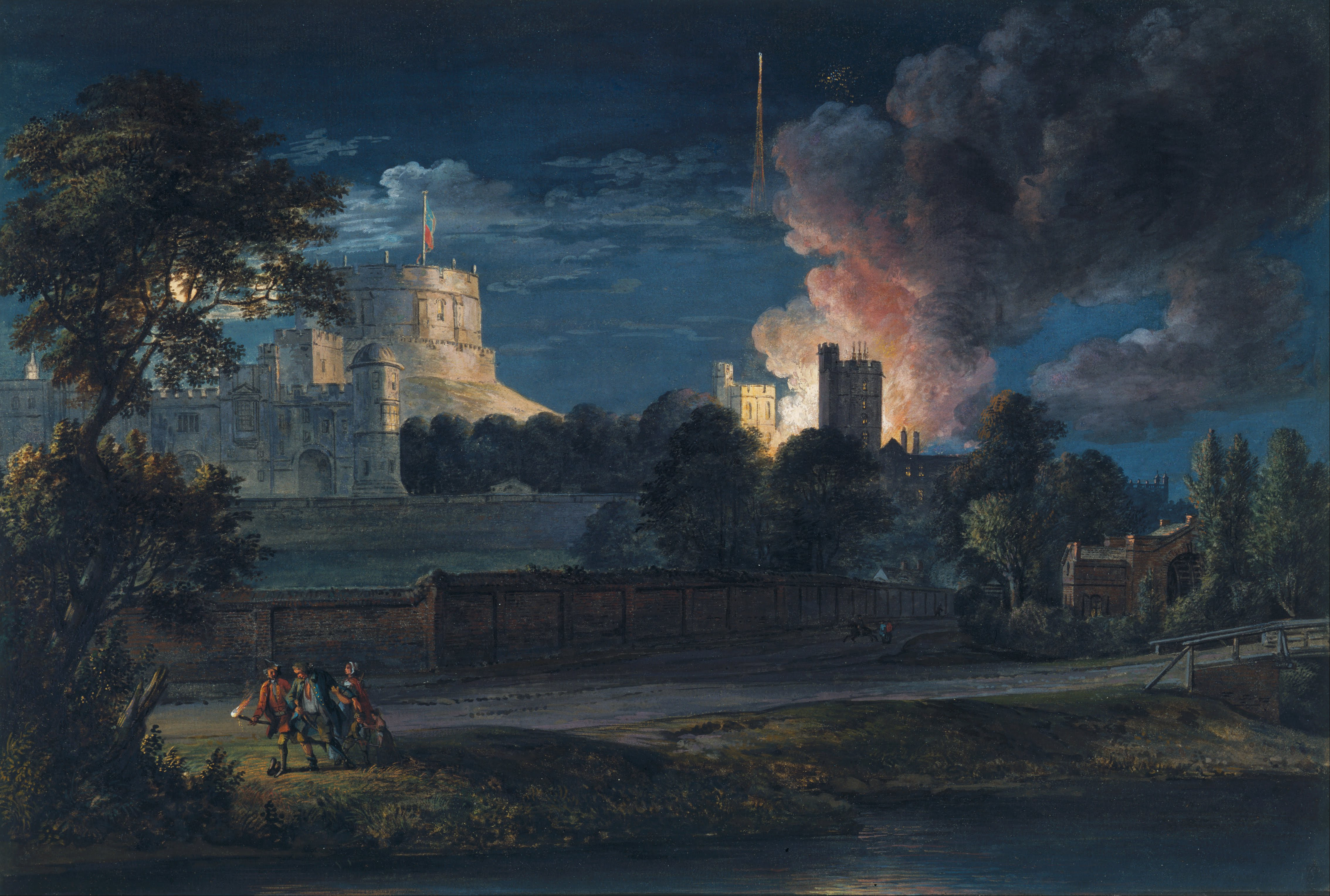
El castell de Windsor des de 'Datchet Lane' en una nit de festa, pintura de Paul Sandby (1768).

Jordi I hi va habitar molt poc, com que preferia els seus altres palaus de St. James, Hampton Court i Kensington, igual que el seu successor Jordi II, que també preferia Hampton Court. En aquesta època, varis dels apartaments del recinte superior van ser lliurats com «cases de gràcia i favor» per a les vídues de l'alta societat o amistats de la corona. El duc Guillem August de Cumberland va fer l'ús més gran de la propietat en el seu càrrec de guarda major del Gran Parc de Windsor. Cap a la dècada de 1740 el castell ja era una primerenca atracció turística per a visitants adinerats que tenien interès per veure curiositats com la banya de narval que hi havia. En la dècada de 1750 ja es venien les primeres guies de visita de Windsor, creades per George Bickham l'any 1753 i Joseph Pote el 1755. La condició dels Apartaments d'Estat es va deteriorar fins al punt que fins i tot el públic general va tenir l'oportunitat de visitar-los regularment.
Jordi III va acabar amb aquesta tendència quan va arribar al tron l'any 1760. A aquest monarca no li agradava Hampton Court i l'atreia el parc del castell de Windsor, però quan va intentar traslladar-se a la casa del Guarda major es va trobar amb l'oposició del seu germà Enric de Cumberland, que ja vivia allà i es negava a anar-se'n. Al seu lloc, el rei va haver d'instal·lar-se en una casa del recinte superior, després batejada com a Allotjament de la Reina, i va començar el llarg procés de renovar la fortalesa i els parcs circumdants. En principi l'ambient del castell va ser molt informal, amb els nens corrent pels recintes superior i inferior i la família reial passejant freqüentment pels seus voltants. Amb el pas el temps, però, l'accés dels visitants es va restringir.

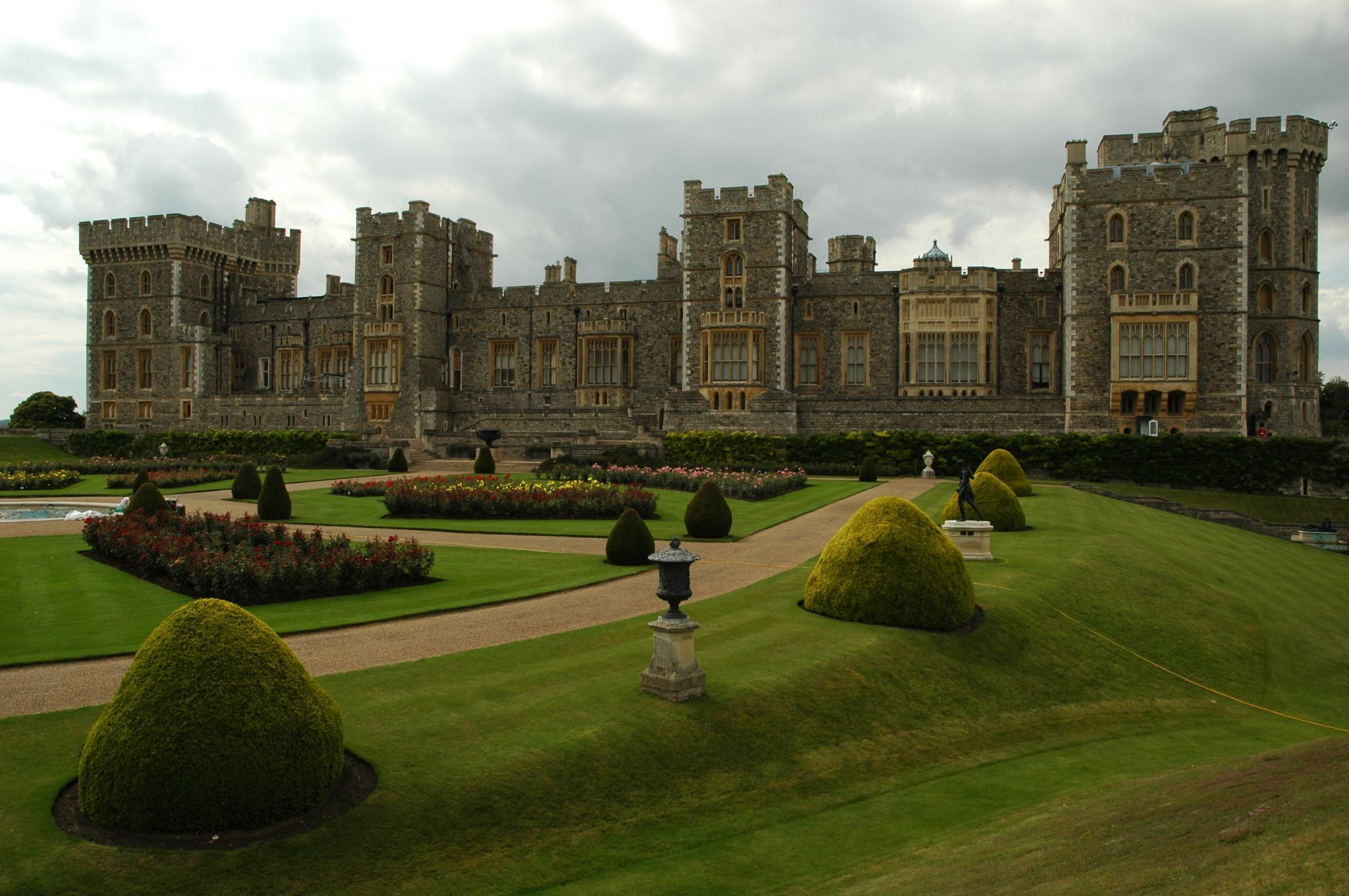
Façana est.

El gust arquitectònic de Jordi III va canviar amb els anys. De jove preferia l'estil clàssic, especialment el pal·ladianisme, però amb el temps es va decantar pel neogòtic tant a conseqüència que el pal·ladianisme va començar a estar molt vist com perquè el gòtic va començar a interpretar-se com una moda més honesta, l'estil nacional anglès durant els temps de la Revolució Francesa. D'acord amb l'arquitecte James Wyatt, el rei Jordi va intentar «transformar l'exterior dels edificis del recinte superior en un palau gòtic, però mantenint el caràcter dels salons d'estat que va dissenyar Hugh May». Les façanes van ser remodelades en estil gòtic, amb noves torrasses i merlets, mentre que en els interiors es van escometre obres de manteniment i es van crear noves estances, entre d'altres una nova escalinata gòtica que reemplaçar la que May havia construït al segle xvii, completada a més amb la volta del Gran Vestíbul. Es van adquirir noves pintures  i s'hi van traslladar col·leccions d'altres possessions reials per ordre del rei. El cost d'aquests treballs va ser de 150 000 lliures (uns 100 milions actuals). El rei també va escometre reformes als jardins, on va crear les noves granges Norfolk i Flemish i va arreglar el llac Virginia (Virginia Water Lake), grutes i capricis.
Cap a la fi d'aquest període el castell de Windsor és un lloc de confinament reial. L'any 1788 el rei va emmalaltir durant un sopar al castell, se li va diagnosticar bogeria i va ser retirat del seu lloc durant un temps en què es va traslladar a Kew, on es va recuperar temporalment. Després de patir recaigudes els anys 1801 i 1804, la seva situació es va fer insostenible de 1810 d'ara endavant i va ser reclòs als Apartaments d'Estat del castell de Windsor, on els treballs de construcció van cessar a l'any següent.

### Segle XIX

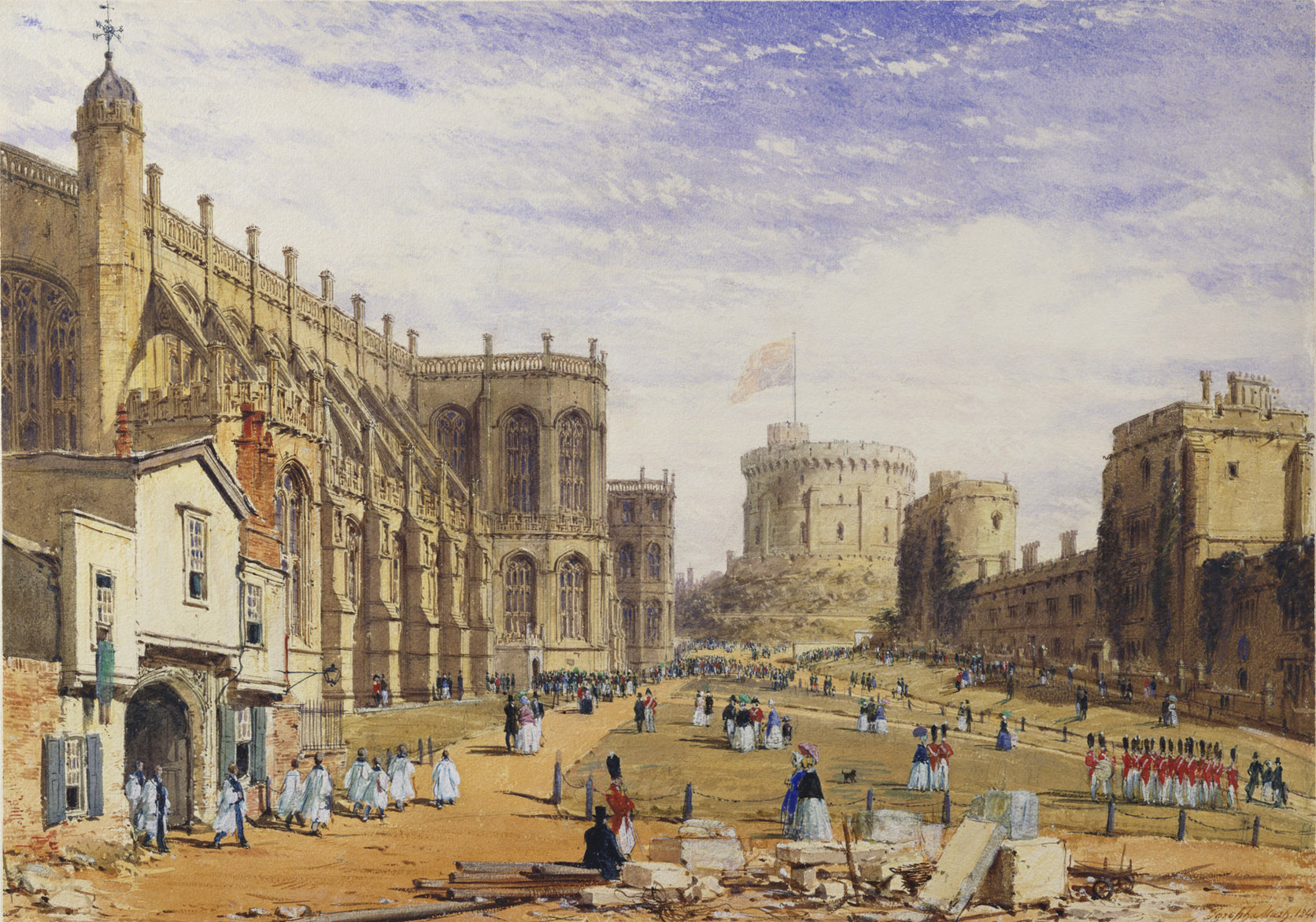
El recinte inferior l'any 1840, per Joseph Nash. Es veu als Cavallers Militars acudint a la capella de Sant Jordi el matí de diumenge.

Jordi IV va pujar al tron l'any 1820 amb la intenció de crear un conjunt de palaus reals que reflectissin la seva riquesa i influència com a governant d'una Gran Bretanya cada vegada més poderosa. Les cases anteriors del rei, Carlton House i el Royal Pavilion de Brighton, eren massa petites per als grans esdeveniments de la cort, fins i tot després de costoses ampliacions. Mentre era príncep regent, al castell de Windsor Jordi IV va ampliar el Royal Lodge i va començar un programa de modernització del propi castell una vegada que esdevé rei.
Jordi IV va aconseguir que el Parlament britànic li atorgués uns fons de 300 000 lliures (245 milions actuals) per a obres de restauració. Sota la direcció de l'assessor de Jordi, Charles Long, va triar l'arquitecte Jeffry Wyattville i els treballs van començar l'any 1824. Wyattville preferia l'arquitectura neogòtica, però el rei, que havia liderat la reintroducció de l'estil rococó francès a Anglaterra a Carlton House, va preferir una barreja d'estils i períodes. Les terrasses es van tancar als visitants per obtenir més privacitat i el recinte superior es va remodelar totalment fins a l' aparença que té avui. La Torre Rodona va guanyar en alçada per donar-li una aparença més dramàtica, moltes de les estances dels Apartaments d'Estat van ser remodelades o reconstruïdes i es van aixecar torrasses més altes que les precedents. El flanc sud del recinte superior es va reconstruir per donar acomodament privat al rei, lluny dels salons d'estat. L'estàtua de Carles II va ser traslladada des del centre del recinte fins a la base de la mota. L'escriptor Walter Scott va reflectir l'opinió contemporània quan va anotar que l'obra mostrava «molt gust i sentiment de l'arquitectura gòtica», però altres opinions modernes, com el príncep Carles, han criticat el treball de Wyattville per representar un acte de vandalisme dels dissenys anteriors de May. Els treballs no eren complets a la mort de Jordi IV l'any 1830, però sí que s'havia fet el gruix del projecte quan va morir Wyattville l'any 1840. El preu total de les obres al castell de Windsor va ascendir a la colossal suma de més d'un milió de lliures (817 milions actuals).

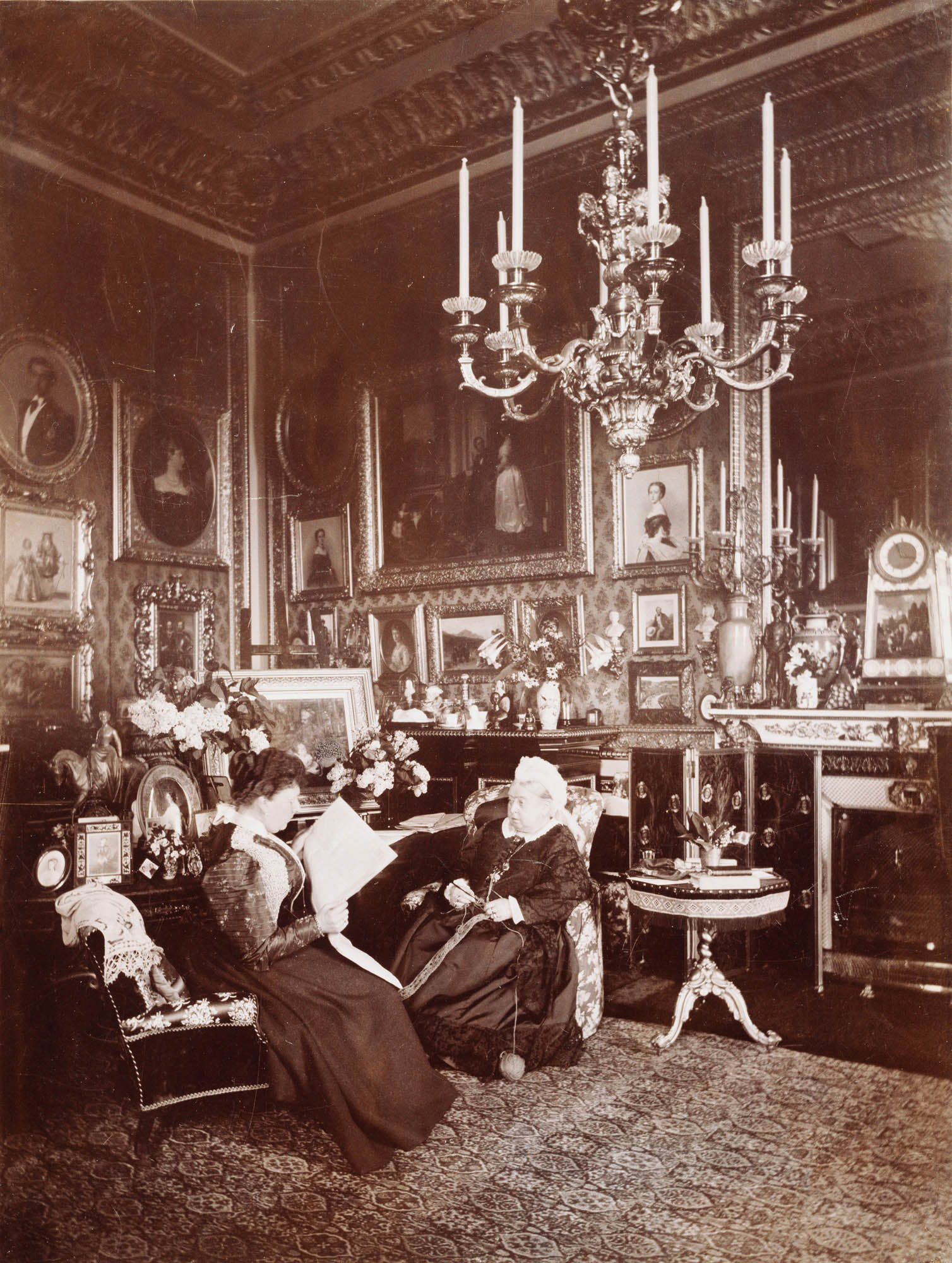
La reina Victòria i la Princesa Beatriu en un saló del castell de Windsor l'any 1895. Fotografia de Mary Steen.

La reina Victòria i el príncep Albert van fer de Windsor la seva principal residència reial, tot i les queixes inicials de la reina sobre que el castell era «avorrit i tediós» i «com una presó» i de la seva preferència pels castells d'Osborne i Balmoral com a residències de vacances. El creixement de l'Imperi Britànic i els estrets llaços dinàstics de Victòria amb Europa van fer de Windsor l'escenari de nombroses visites diplomàtiques i d'estat, assistides pels nous trens i vapors de l'època. No en va, s'ha dit que el castell de Windsor va aconseguir el seu cim social durant l'època victoriana, quan nombroses personalitats van ser convidades a «sopar i dormir-hi». Victòria es va interessar molt pel funcionament del castell, inclosos els detalls dels esdeveniments socials. Poques visites van trobar aquestes ocasions agradables, tant pel disseny del castell com per l'excés de formalitats reals. El príncep Albert va morir a la Sala Blava l'any 1861 i va ser enterrat en el Mausoleu Reial aixecat a Frogmore, dins el Home P ark. Les habitacions del príncep es van conservar exactament com eren en el moment de la seva mort i Victòria va mantenir al castell en estat de perpetu dol durant molts anys, de manera que va començar a ser coneguda com a «Vídua de Windsor», frase popularitzada per un famós poema de Rudyard Kipling. La reina va evitar l'ús del palau de Buckingham després de la mort del seu espòs i al seu lloc habitava el castell quan els seus assumptes la portaven a prop de Londres. Cap al final del seu regnat s'hi van començar a representar òperes i altres entreteniments, tant per a gust de la reina com per la seva reticència a aparèixer en públic.
Durant l'època victoriana es van realitzar algunes alteracions en el recinte inferior. Anthony Salvin va reconstruir la gran escalinata de Wyattville i Edward Blore va construir una nova capella privada dins dels Apartaments d'Estat. Salvin també va remodelar el menjador d'Estat després d'un greu incendi l'any 1853. Ludwig Gruner va assessorar en el disseny de la Cambra d'Audiències Privades de la Reina a la crugia sud, mentre que Blore i Salvin també van fer reformes importants en el recinte inferior sota direcció del príncep Albert, inclosos els Cent Passos que baixen cap a la vila de Windsor, la reconstrucció de les torres Curfew, de la Lligacama i de Salisbury, les cases dels Cavallers Militars i la creació d'una nova casa del guarda. George Gilbert Scott va reconstruir totalment el Claustre de Ferradura en la dècada de 1870. La Porta Normanda esdevé la residència privada de Henry Ponsonby. No obstant això, el castell no es va beneficiar de molts dels avenços tècnics de segle perquè a Victòria no li agradava la llum de gas i preferia les espelmes, mentre que la llum elèctrica només es va instal·lar en algunes parts de la fortalesa cap al final del seu regnat. Per això, el castell es va fer cèlebre durant l'extensa època victoriana pel seu fred i pels corrents d'aire, encara que sí que va tenir aigua corrent per primera vegada gràcies a la connexió amb un dipòsit proper.
Molts dels canvis en aquesta època es van fer en parcs i edificis de l'entorn. Es va remodelar la granja Royal Dairy a Frogmore en estil jacobí l'any 1853, la George III's Dairy en estil renaixentista l'any 1859, la granja Flemish va ser reconstruïda i la Norfolk renovada. Al Camí Llarg es van replantar nous arbres per substituir els vells arbres malalts. L'Acta del castell de Windsor i Localitats properes, aprovada pel Parlament el 1848, va permetre el tancament i redirecció dels vells camins que creuaven el parc del castell en direcció a Datchet i el Vell Windsor, canvis que van permetre a la Família Reial la delimitació d'una gran zona dels parcs per crear el Home Park privat, sense camins públics que ho transitessin. Com a part d'aquest acord, la reina va garantir l'accés públic a la resta del parc.

### Segle XX
Eduard VII va pujar al tron l'any 1901 i immediatament es va dedicar a modernitzar el castell de Windsor amb «entusiasme i ganes». Moltes de les estades del recinte superior van ser reordenades i redecorades per primer cop en molts anys. El rei va intervenir «mirant en els armaris, obrint els calaixos, netejant les habitacions pel príncep consort i que s'havien tocat des de la seva mort, despatxant relíquies i ornaments a una habitació especial de la Torre Rodona… va destruir estàtues i bustos de John Brown… va llençar centenars de 'velles fotografies acolorides i ridícules' … [i] reordenar imatges ». Es va instal·lar llum elèctrica i calefacció central en moltes habitacions, es van tendir línies telefòniques i es van crear garatges per als recent inventats automòbils. A les Olimpíades de 1908, celebrades a Londres, la carrera de marató va començar a la porta del castell de Windsor i amb això se'n va fixar la distància definitiva, els 42.195 metres que separaven el castell de l'estadi principal. A més, el 1911 el pioner de l'aviació Thomas Sopwith hi va aterrar amb un avió per primera vegada.
Jordi V va continuar el procés de modernització gradual de la centenària fortalesa, assistit al menester per la reina Maria, molt interessada en mobiliari i decoració. Maria va recuperar o comprar mobles del castell que s'havien perdut o venut, molts dispersats per Eduard VII, a més d'adquirir noves obres d'art per engalanar les habitacions d'estat. La reina Maria també estimava les miniatures i per a ella es va crear la famosa casa de nines de Windsor, amb disseny de l'arquitecte Edwin Lutyens i mobiliari elaborat en els anys 1930 pels millors artesans i dissenyadors. Jordi V pretenia mantenir un nivell de vida alt en la cort de Windsor i va adoptar el lema que tot anava a ser «del millor». El castell encara comptava amb un nombrós servei compost per 660 servents que treballaven intramurs. Mentrestant, durant la Primera Guerra Mundial, el sentiment antialemany va dur la Família Reial a canviar el seu nom dinàstic de la Casa de Saxònia-Coburg i Gotha pel de Casa de Windsor, nom que el rei Jordi V va prendre del castell l'any 1917.
Eduard VIII va passar poc temps en la fortalesa de Windsor doncs va preferir viure a la casa de camp Fort Belvedere, dins el Gran Parc Windsor, on hi havia viscut mentre era príncep de Gal·les. Eduard hi va crear un petit aeròdrom, a Smith 's Lawn, que en l'actualitat és un camp de golf. El seu regnat va ser de curta durada i va pronunciar des del castell l'any 1936 el discurs en què anunciava a l'Imperi Britànic la seva abdicació i el seu nou títol de Duc de Windsor. el seu successor Jordi VI també va preferir viure a la seva residència anterior, la Royal Lodge al Gran Parc, però va acabar mudant-se al castell amb la seva dona Elisabet. Com rei, va reviure el Servei anual de la  Lligacama, a la capella de Sant Jordi, a partir dels registres del segle xvii d'Elias Ashmole, però traslladant l'esdeveniment a juny, a la setmana del Royal Ascot.
A l'esclat de la Segona Guerra Mundial l'any 1939, el castell va ser preparat per a les condicions de temps de guerra, de manera que molts servents del palau de Buckingham van ser traslladats a Windsor per posar-los fora de perill, la seguretat es va reforçar i les finestres es van cegar. Es va témer molt pels danys que pogués patir el castell durant la guerra i les més valuoses obres d'art van ser conservades a un lloc segur, els canelobres de valor es van baixar al sòl en previsió d'un possible impacte de bomba i es va encarregar a un pintor, John Piper, que entre 1942 i 1944 plasmés en els seus quadres l'aspecte de castell. El rei, la reina i les seves filles, les princeses Elisabet i Margarida, van viure al castell per motius de seguretat i es va reforçar especialment el sostre sobre les seves habitacions per a protegir-les en cas d'atac. Els monarques conduïen cada dia fins Londres i tornaven  al castell per dormir, encara que això llavors era un secret ben guardat i per a efectes propagandístics i morals s'afirmava públicament que tots dos vivien a Buckingham. Després del conflicte mundial el monarca va recuperar les «sopars i pernoctacions» a Windsor arran de comentaris sobre que el castell s'havia convertit en una cosa «gairebé com un museu buit». No obstant això, eren menester molts anys per tornar el castell al seu estat previ a la guerra.
Al febrer de 1952 Elisabet II va pujar al tron i va decidir fer de Windsor el seu principal retir de cap de setmana. Els apartaments privats que no havien estat ocupats des de l'època de la reina Maria van ser completament renovats i modernitzats perquè entressin a viure-hi la reina, el príncep Felip i els seus dos fills. A la primeria dels anys 1990 el recinte superior era bastant deteriorat, en particular els Apartaments d'Estat, perquè les nombroses reparacions i reemplaçaments durant generacions havien resultat en «una disminució de la riquesa inicial de la decoració» i un «desgast gradual de l'efecte vibrant original, ja que cada canvi va repetir una versió més descolorida que l'anterior». L'any 1988 va començar un programa de reparació per substituir la calefacció i el cablejat al recinte superior, així com el reforç dels fonaments de la Torre Rodona arran de la detecció d'un lleu enfonsament.

#### Incendi de 1992

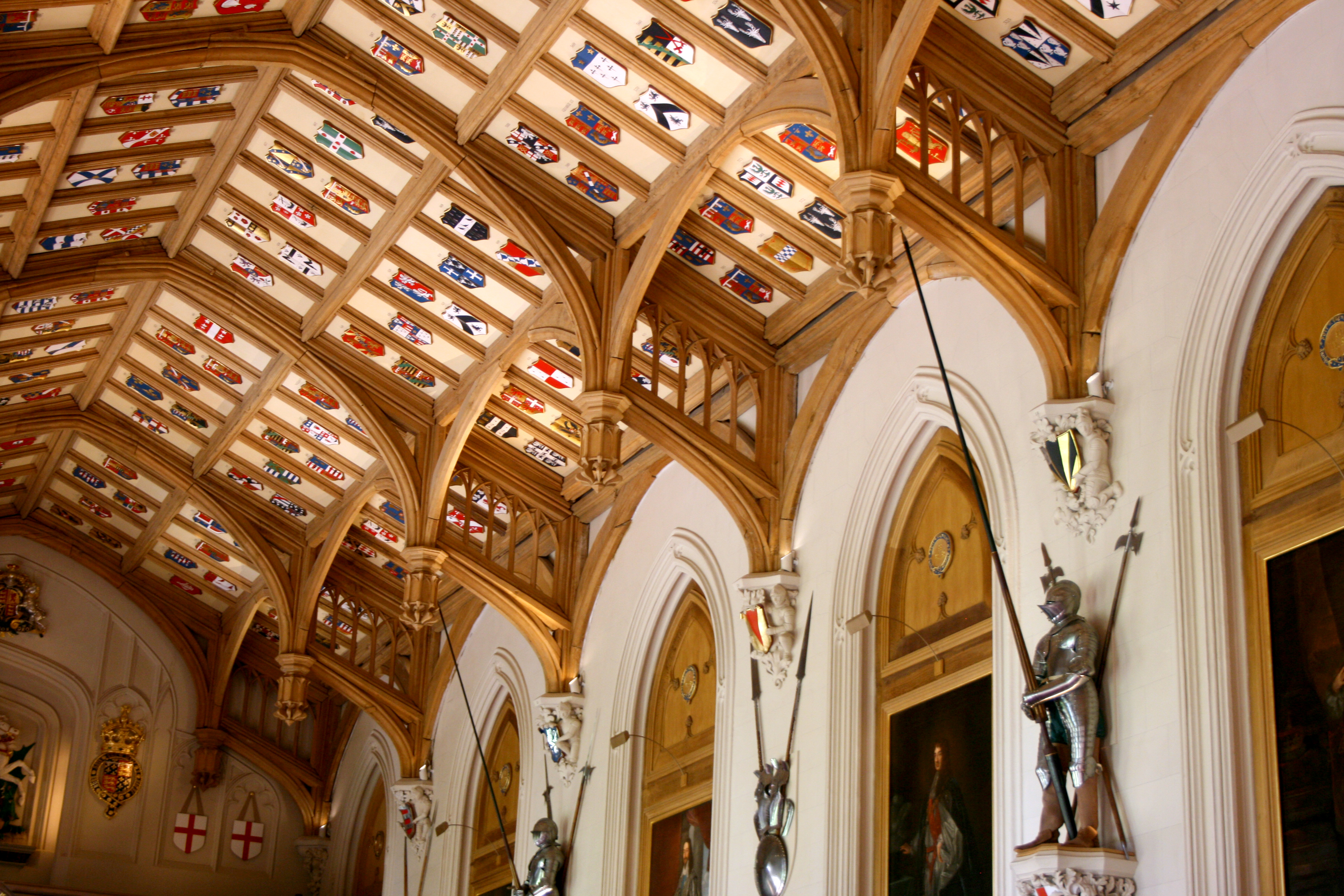
Les noves voltes gòtiques de fusta de la Sala de Sant Jordi, creades després de l'incendi de 1992.

El 20 de novembre de 1992 es va declarar un incendi al castell de Windsor que va trigar quinze hores a ser extingit i va causar molts danys al Recinte Superior. S'estava renovant llavors la Capella Privada a la cantonada nord-est dels Apartaments d'Estat com a part d'un programa a llarg termini dins el castell, i es creu que un dels focus emprats en les obres va calar foc a una cortina a l'altar durant el matí. El foc es va estendre ràpidament, va destruir totalment nou de les principals habitacions d'estat i va danyar unes cent més. Els bombers van tirar aigua a les flames mentre els treballadors del castell posaven fora de perill les obres d'art, tot i que moltes de les habitacions properes al focus de l'incendi eren buides a causa precisament dels treballs, el que va contribuir a la salvació reeixida de la majoria de la col·lecció. El foc es va expandir pels espais buits de les voltes i els esforços per a extingir-lo van continuar durant tota la nit, un risc enorme per als dos-cents bombers que hi lluitaven. Fins a la tarda el foc no va ser controlat, tot i que els treballs van continuar durant la foscor. L'endemà al matí es va finalment declarar l'extinció acabada. Als danys causats pel foc i el fum s'hi va haver de sumar els de l'aigua utilitzada pels bombers alguns dels quals van ser més difícils de reparar que els de les flames.
Després de l'incendi van sorgir dues qüestions importants sobre el castell. El primer va ser el debat polític al Regne Unit sobre qui havia de pagar les reparacions. Tradicionalment, com a propietat de La Corona, Windsor era mantingut, i si era necessari reparat, pel govern britànic, al que calia afegir que de la mateixa manera que altres edificis estatals, no era assegurat. No obstant això, quan va succeir aquesta catàstrofe la premsa britànica va pressionar amb fermesa perquè fos la reina qui pagués les despeses. Es va trobar una solució segons la qual el Palau de Buckingham obriria les portes algunes vegades a l'any i el preu de les entrades podria pagar les reparacions, a més de gravar l'aparcament d'automòbils en els parcs que envolten Windsor. La segona qüestió important concernia a com restaurar el castell. Alguns van suggerir que tot el destruït hauria de tornar al seu aspecte anterior, però altres volien que les reparacions servissin per introduir dissenys moderns. Es va prendre la decisió de seguir els dissenys previs a l'incendi amb alguns canvis que reflectissin els gustos moderns, però res més iniciar-se les obres va sorgir el problema de si atenir-se a uns estàndards de restauració «autèntica» o «equivalent». Finalment es van fer servir mètodes moderns per reproduir l'aparença del castell anterior al foc, en part a causa del seu menor preu, i el programa de restauració es va estendre fins a 1997 amb un cost total de 37 milions de lliures (més de 50 milions actuals).

### Segle XXI

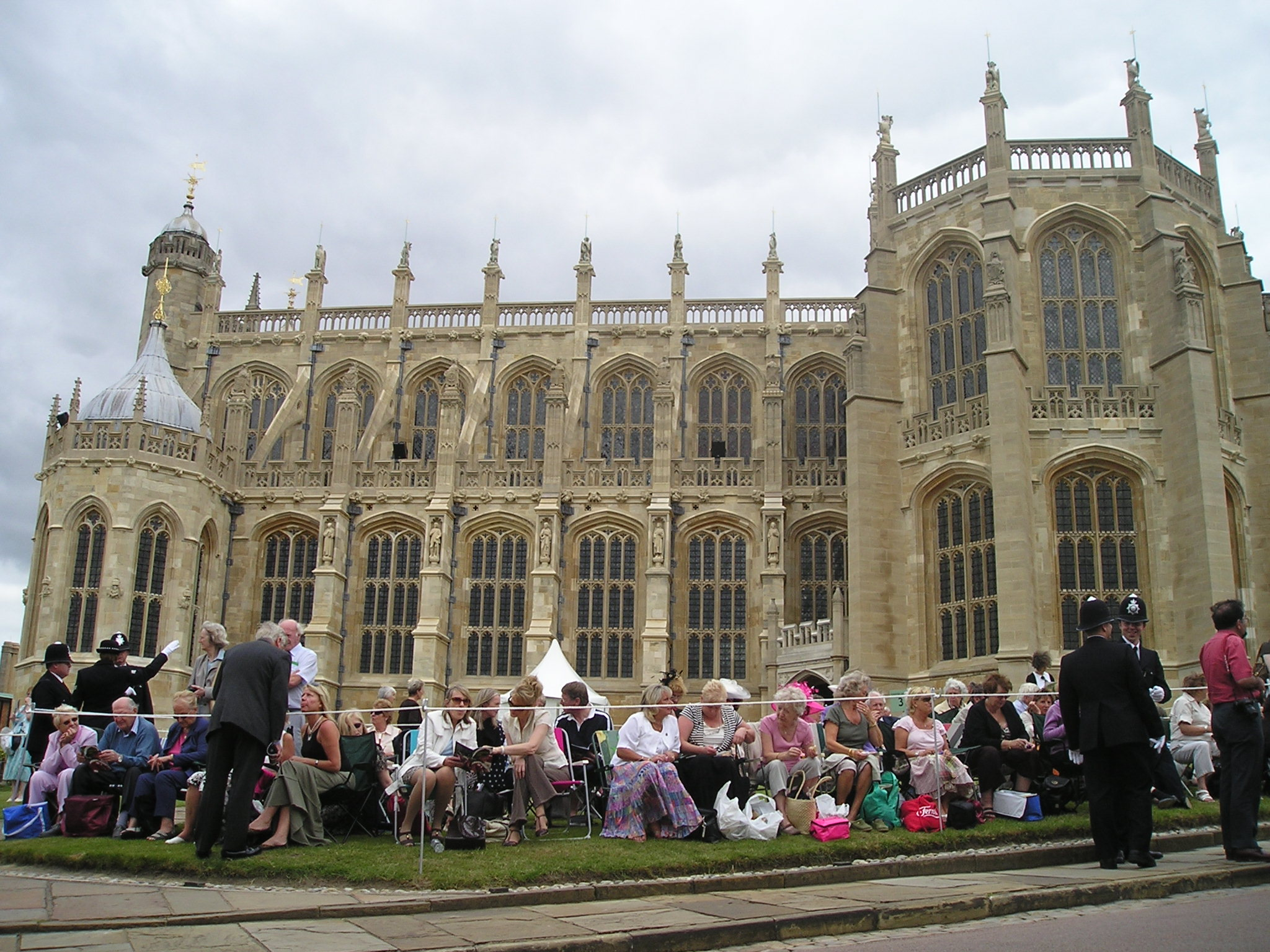
El públic assegut davant la Capella de Sant Jordi a la Cerimònia de l'Orde de la Lligacama. El castell de Windsor és una de les majors atraccions turístiques del Regne Unit.

El castell de Windsor és propietat de l'Occupied Royal Palaces Estate a nom de la nació, però és gestionat per la Casa Reial. És el castell habitat més gran del món i l'ocupat amb més antiguitat de tot Europa, a més de ser una residència reial funcional. Segons dades de 2006, unes 500 persones viuen i hi treballen. La reina Elisabet II el fa servir cada vegada més com a palau reial i retir de cap de setmana, a més de celebrar-hi banquets d'estat i esdeveniments socials de la mateixa manera que al palau de Buckingham. En els últims anys el castell ha rebut la visita del president Thabo Mbeki de Sud-àfrica, del rei Abd-Al·lah II de Jordània o el llavors president francès Jacques Chirac. Així mateix, la fortalesa continua sent un important enclavament cerimonial, com la Cerimònia Waterloo que té lloc cada any en presència de la reina, o la celebració anual de l'Orde de la Lligacama a la Capella de Sant Jordi. Mentre la reina habita al castell se celebra diàriament la cerimònia de muntar guàrdia i cada any parteix des de la fortalesa la Processó Royal Ascot.
Durant el regnat de l'actual monarca britànic s'ha fet molt, no només per mantenir i restaurar l'edifici, sinó també per convertir-lo en una de les grans atraccions turístiques del Regne Unit, que a més conté una part important de la Royal Collection. Els treballs arqueològics han continuat al castell a partir de les limitades prospeccions dels anys 1970, amb treballs a la Torre Rodona entre 1988 i 1992 i les investigacions després de l'incendi d'aquest últim any. El 2007 van visitar la fortalesa 993 000 turistes, el que obliga a coordinar la seguretat del castell amb les funcions com a palau reial en ús. A la fi de 2011 es van instal·lar dues grans turbines hidràuliques al riu Tàmesi per proporcionar electricitat al castell i als terrenys circumdants.

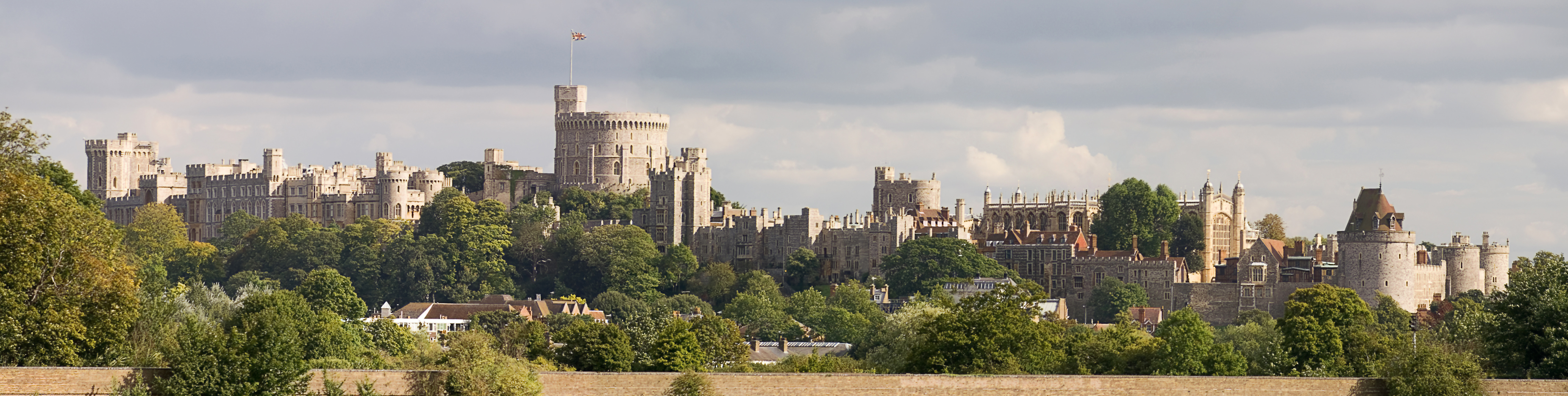
El castell de Windsor vist des del nord. D'esquerra a dreta, els recintes superior i central, la Torre Rodona, la Capella de Sant Jordi i el recinte inferior.